# Conflicto armado interno de Colombia entre 1990 y 2002
El Conflicto armado interno de Colombia entre 1990 y 2002 es la tercera etapa del Conflicto armado interno de Colombia entre los años de 1990 y 2002, comprendiendo los gobiernos de César Gaviria (1990-1994), Ernesto Samper (1994-1998) y Andrés Pastrana (1998-2002).
En este periodo se presenta un recrudecimiento y degradación del conflicto armado interno con la suma de varios factores políticos (nueva constitución, participación política, elecciones locales), económicos (bonanza coquera, aumento de explotación minera, petrolera y agroindustrial) y sociales (desplazamiento forzado, movimientos sociales).
Se desarrolló la guerra contra las guerrillas en expansión con aumento de acciones por el ELN liderado por el 'Cura Pérez' (fallecido en 1998) y Nicolás Rodríguez Bautista 'Gabino'; las FARC-EP que pasaron a una guerra de movimientos en 1993 bajo el mando de Manuel Marulanda, Alfonso Cano, 'Mono Jojoy', Raúl Reyes; las disidencias del EPL bajo el mando de Francisco Caraballo (capturado en 1994).
Continuó la guerra contra el narcotráfico con la caída del Cartel de Medellín con la muerte de Pablo Escobar en 1993 y el fin del Cartel de Cali de los hermanos Rodríguez Orejuela en 1995 seguido por la consolidación del Cartel del Norte del Valle que seguiría activo en la posterior etapa del conflicto.
Sumado a esto, la agrupación de los grupos paramilitares primero en forma legal con las Cooperativas de vigilancia o Convivir con el Decreto ley 356 de 1994, se crearon más de 500 grupos en 24 departamentos hasta que se decretó su ilegalidad y luego con la unión de los paramilitares en las Autodefensas Unidas de Colombia (AUC) en 1997 lideradas por Carlos Castaño y su grupo paramilitar de las Autodefensas Campesinas de Córdoba y Urabá (ACCU) que junto a otros grupos (inicialmente 7 como las Autodefensas del Magdalena Medio, Puerto Boyacá y las de los Llanos Orientales) formarían la organización federal de las AUC.
En estos años se llevaron a cabo las desmovilizaciones de los grupos guerrilleros Movimiento 19 de abril (M-19) en 1990, el Movimiento Armado Quintín Lame, el Partido Revolucionario de los Trabajadores (PRT) y del 95% del Ejército Popular de Liberación en 1991 (Otros frentes disidentes se desmovilizaron en 1994), la Corriente de Renovación Socialista (CRS) y otros grupos menores como las milicias de Medellín en 1994. También se desarrollaron las conversaciones en distintos periodos con las FARC-EP y el ELN primero como parte de la Coordinadora Guerrillera Simón Bolívar en Caracas (Venezuela)  y en Tlaxcala (México) con el gobierno de César Gaviria y después con los diálogos de paz con el ELN con reuniones en Madrid (España), Maguncia (Alemania) y en Caracas (Venezuela) con el gobierno de Ernesto Samper, y los diálogos de paz con las FARC-EP en la Zona de Distensión de San Vicente del Caguán (Caquetá) durante el periodo de Andrés Pastrana. 
También se promulga de la nueva Constitución Política de Colombia en 1991, el cambio de legislación y creación de nuevas instituciones y fortalecimiento y reformas a la Fuerza Pública (Fuerzas Militares (FF.MM.) y Policía Nacional), con recursos procedentes del Plan Colombia e impuestos de guerra. 
También se presentan los asesinatos de excombatientes, periodistas como Jaime Garzón, líderes políticos como Álvaro Gómez Hurtado y continuaría el genocidio de la Unión Patriótica y a movimientos de izquierda, el secuestro de políticos, figuras públicas y miembros de la fuerza pública, atentados terroristas, incremento en las masacres y del desplazamiento forzado por los distintos grupos armados.

## Gobierno de César Gaviria (1990-1994)

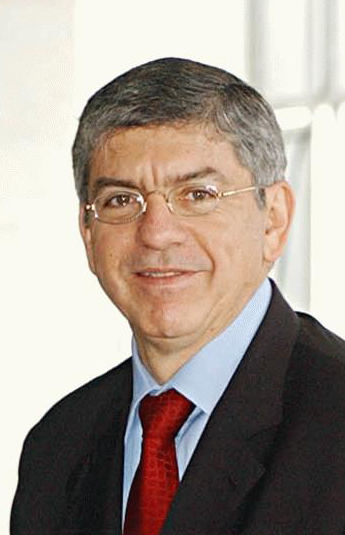
César Gaviria presidente de Colombia entre 1990-994

El gobierno de César Gaviria, elegido en las elecciones presidenciales de 1990 al recibir las banderas del asesinado candidato liberal Luis Carlos Galán por parte de su hijo Juan Manuel Galán, retomó las negociaciones garantizando las ofertas ya pactadas. La Constitución de Colombia de 1991 en la que participaron miembros de los antiguos grupos guerrilleros como el M-19, el EPL, el PRT y el MA. Quintín Lame, reemplazó el estado de sitio por el Estado de Conmoción Interior, limitando la autonomía de los militares. Por decisión unánime, los constituyentes dejaron por fuera de los debates otros asuntos referentes a las Fuerzas Militares, entre ellos el fuero castrense y la reforma de las instituciones de seguridad, dejando estos temas en manos del Ejecutivo. En 1991 asume el Ministerio de Defensa por primera vez un civil: Rafael Pardo. Se realiza la reestructuración de la Policía (Ley 62 de 1993), se crearon 21 batallones contraguerrillas, las Brigadas móviles 1 y 2, se reorganiza la inteligencia militar con la asesoría de los Estados Unidos, se aplicó la Estrategia Nacional Contra la Violencia y nuevos planes de seguridad ciudadana y se importó material bélico por casi USD$500 millones de dólares. En consideración a las denuncias, nacionales e internacionales, que vinculan a unidades militares a graves violaciones del Derecho internacional humanitario, se introdujeron cursos de instrucción en los organismos de seguridad. Por otra parte, para racionalizar y definir adecuadamente el gasto público asignado a la Defensa en el Plan Nacional de Desarrollo, se creó la Unidad de Justicia y Seguridad, adscrita al Departamento Nacional de Planeación.

### Desmovilización del EPL, Quintín Lame, el PRT y la CRS
La estrategia del gobierno Barco que le dio cabida en la sociedad civil a la guerrilla del M-19, dejó sin concluir las negociaciones para la desmovilización y reinserción de tres grupos armados que se habían acogido a ella: el Ejército Popular de Liberación (EPL), el Partido Revolucionario de los Trabajadores (PRT) y el Movimiento Armado Quintín Lame. Movimientos que al momento del cambio de mandatario en agosto de 1990, hacían parte de la Coordinadora Guerrillera Simón Bolívar junto a las FARC-EP y el ELN. Las 3 organizaciones depusieron sus armas entre enero y mayo de 1991, cesando las hostilidades unos 2.300 guerrilleros. El gobierno debía reincorporar a los desmovilizados a la vida civil en condición de actores políticos y la implementación de planes de desarrollo del Plan Nacional de Rehabilitación(PNR), aprovechó la convocatoria a una Asamblea Nacional Constituyente, para presionar a los insurgentes a desmovilizarse para participar en ella, y concretar la firma de los acuerdos finales con el compromiso, de financiar una comisión especial que se encargará de analizar las causas de la violencia en las zonas de actividad del EPL y el Quintín Lame en el Cauca. El EPL, que tenía en 1990 16 frentes de guerra en Bolívar, La Guajira, Magdalena, Atlántico, Córdoba, Antioquia, Risaralda, Tolima, Huila, Putumayo, Norte de Santander, Cesar, Santander, Boyacá y Cundinamarca, una ruptura interna entre la disidencia del EPL comandada por Francisco Caraballo, y la mayoritaria aperturista de Bernardo Gutiérrez (antiguo integrante de las FARC-EP) marcó el proceso de desmovilización de esta guerrilla. Que se desmovilizó el 1 de marzo de 1991. Caraballo continuó en armas con algo más de 100 hombres, pero el grueso de la organización (95%) se acogió a los términos del acuerdo de paz con el gobierno y conforma el movimiento Esperanza, Paz y Libertad. El 25 de marzo de 1992 se desmovilizaron los Comandos Ernesto Rojas del EPL en Bogotá. Los milicianos de Medellín (aproximadamente 650) se acogieron a la paz el 26 de mayo de 1994, sin embargo algunos de sus miembros volverían a las armas tras el rearme y las vendettas entre estos grupos, camino que siguieron la Corriente de Renovación Socialista (CRS) una disidencia del ELN se desmoviliza el 9 de abril de 1994 y el Frente Francisco Garnica del EPL de 130 miembros se desmoviliza el 1 de julio de 1994. A su vez, la fracción del EPL, comandada por Caraballo, capturado en 1994 termina por desbandarse 2 años después.  Al menos 600 antiguos militantes del EPL, 400 de ellos solo en Urabá, fueron asesinados por las FARC-EP y por disidencias del EPL, como el 23 de enero de 1994 en la masacre de La Chinita en Apartado (Antioquia): 33 muertos. Una parte de los excombatientes del EPL empujados por la persecución se unieron a los paramilitares y serán más tarde parte de las Autodefensas Unidas de Colombia (AUC).

### Guerra y diálogos con las FARC-EP y el ELN
Las FARC-EP y el ELN continuaron con sus acciones bélicas. Las FARC-EP, bajo el mando único de Manuel Marulanda tras la muerte de Jacobo Arenas el 10 de agosto de 1990 (sucedido por Alfonso Cano como ideólogo del grupo) siguiendo los lineamientos de su Séptima conferencia de 1982 y del Pleno de 1989, y el ELN bajo el mando de Manuel Pérez Martínez 'Cura Pérez', realizaron ataques que dejaron 86 muertos entre el 16 de septiembre y el 9 de diciembre de 1990. El 10 de noviembre, fueron asaltadas simultáneamente la base militar de Tarazá (Antioquia) y el cuartel de la Policía Nacional en Cáceres (Antioquia):9 muertos. El 9 de diciembre, día de las elecciones para la Asamblea Constituyente, el Ejército Nacional realiza la Operación Casa Verde,contra la sede del secretariado de las FARC-EP en La Uribe (Meta). Se desarrolló con bombardeo de aviones, desembarco de las tropas aerotransportadas. Un helicóptero Bell 212 fue derribado. Los combates dejaron 69 muertos, la cúpula de las FARC-EP logró replegarse y desató en respuesta, una serie de atentados.  Para el Consejero para la paz, Jesús Antonio Bejarano, era una nueva estrategia de paz en la que “el diálogo y la acción militar no se excluyen”. El 2 de enero de 1991 emboscada a la Policía antinarcóticos entre Ciénaga (Magdalena) y Santa Marta: 12 muertos,  el 8 del mismo mes, el Ataque a la base militar del cerro Girasol en Mesetas (Meta) dirigido por Víctor Julio Suárez, ‘Mono Jojoy’ en represalia a la destrucción de Casa Verde:30 muertos. También atacaron en Santander:3 muertos. En febrero, aumentaron los ataques durante seis meses. Las FARC-EP realizan la Masacre de Usme: 8 muertos en noviembre. El Ejército Nacional en el transcurso de 1991 lanza una 9 operaciones aéreas-terrestres en todo el país: Neptuno, Oro Negro, Apolo, Dignidad (en Antioquia), Saturno (en septiembre de 1991 en Meta y Caquetá), Luz Blanca, Reconquista y Destrucción. En total según las Fuerzas Militares fueron: 639 insurgentes y 461 militares muertos en 1991. También se multiplicaron los abusos de la Fuerza Pública con la masacre de Los Uvos (Cauca) el 7 de abril de 1991:17 muertos; y la masacre en la Hacienda El Nilo de Caloto (Cauca):21 muertos el 16 de diciembre, la masacre de Villatina en Medellín el 15 de noviembre de 1992: 9 muertos por la Policía Nacional.

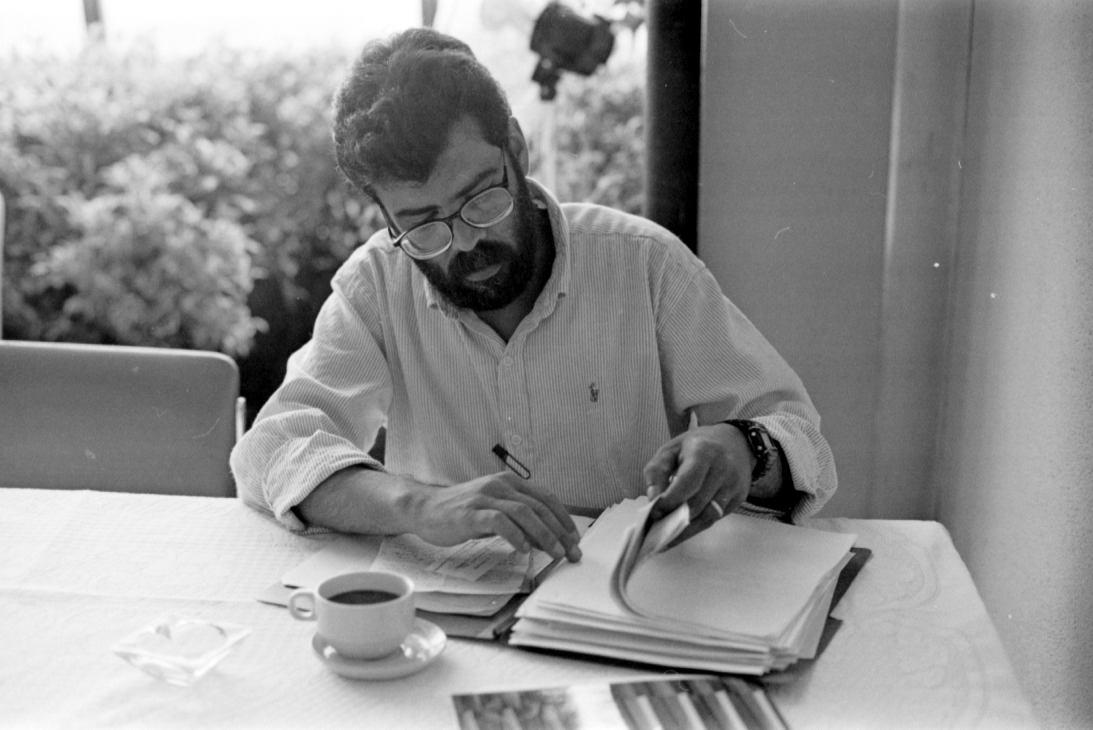
Alfonso Cano Jefe de delegación de la Coordinadora Guerrillera Simón Bolívar durante los diálogos de paz entre 1991-1992

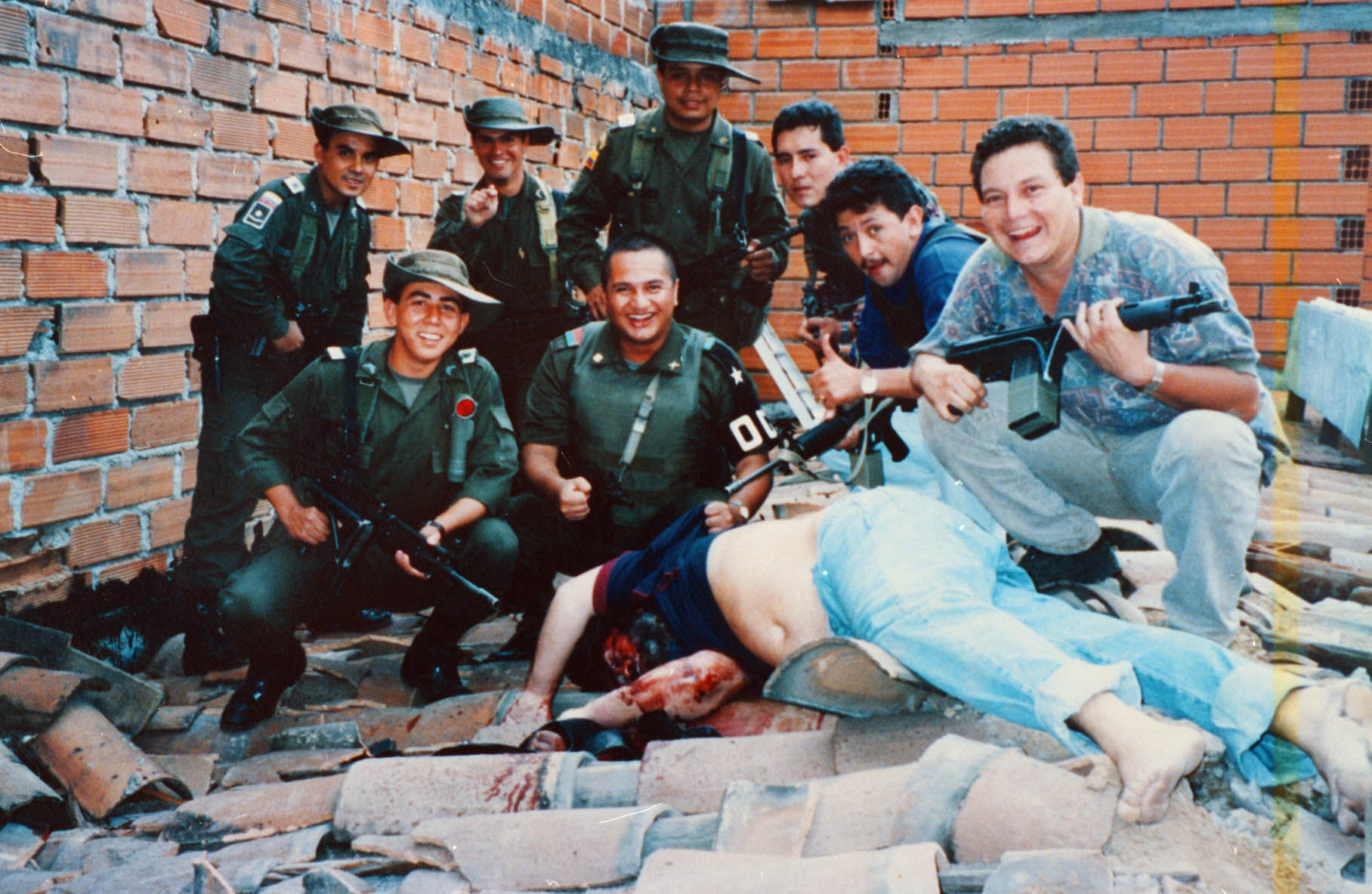
Pablo Escobar muerto por el bloque de búsqueda.

El escalamiento progresivo del conflicto, terminó por abrir de nuevo la posibilidad de dialogar con la Coordinadora Guerrillera Simón Bolívar que agrupaba entonces a las FARC-EP, el ELN y la disidencia del EPL en los conocidos como Diálogos de paz de Caracas y Tlaxcala. Primero en Caracas, Venezuela (3 de junio a 30 de septiembre de 1991), y luego en Tlaxcala, México (del 10 de marzo al 4 de mayo de 1992), los representantes de ambos bandos intentaron infructuosamente llegar a un acuerdo. Pero el irrespeto a las exigencias mutuas que condicionan los diálogos, cese de hostilidades por parte de las guerrillas, y renuencia del gobierno a discutir la agenda suscrita al comienzo de las conversaciones en el orden que pedían los insurgentes, condujeron las deliberaciones a un punto muerto y al encarnizamiento del conflicto. La muerte en cautiverio del exministro Argelino Durán Quintero, secuestrado por el EPL hundiría el proceso.
Entre mayo y junio de 1992: 70 guerrilleros y 30 uniformados muertos. El 23 de mayo, 650 guerrilleros que se dirigían a Dabeiba (Antioquia), emboscada en el Cañón de la Llorona: 15 muertos. Las operaciones posteriores:30 muertos. El 14 de agosto en el Aeropuerto Cravo Norte (Arauca): 7 policías muertos, y el 5 de septiembre en una serie de emboscadas entre las FARC-EP y el ELN:17 muertos. En octubre fueron ejecutados decenas de ataques sistemáticos contra la Fuerza Pública, los oleoductos, las vías de comunicación y las torres de energía en respuesta a la muerte del fundador y comandante de las FARC-EP, Rigoberto Lozada Perdomo alias ‘Joselo’. Fue paralizado el transporte en Putumayo, y hubo retaliaciones contra la población civil. El 20 de octubre: 9 muertos en Las Mirlas cerca de Barrancabermeja (Santander). Gaviria respondió entonces descartando el inicio de nuevas negociaciones. Las FARC-EP el 7 de noviembre, Toma de Churuyaco, (Putumayo): 26 muertos. Se crea un impuesto de guerra destinado a incrementar los efectivos militares y los primeros efectos palpables de la política económica del gobierno en materia de apertura y privatizaciones, desataron ofensivas nacionales por parte de las guerrillas.
En abril de 1993, las FARC-EP celebraron su Octava Conferencia: reajustaron su Plan Estratégico, creando 5 Bloques: el Bloque Oriental (Víctor Julio Suárez “Mono Jojoy”) en Meta, Guaviare, Cundinamarca, Casanare, Arauca, Vichada, Guainía y Vaupés; el Bloque Sur (Luis Edgar Devia “Raúl Reyes”) en Nariño, Caquetá, Putumayo, Cauca y Huila; el Bloque Magdalena Medio (Rodrigo Londoño Echeverri “Timochenko”) en Santander, Norte de Santander, Bolívar, parte de Antioquia y Boyacá; el Bloque Caribe en Sucre, Bolívar, Magdalena, Atlántico, La Guajira y César; el Bloque Noroccidental (Luciano Marín Arango “Iván Márquez”) en Antioquia, Córdoba, Chocó y el Eje Cafetero; el Bloque Central en Tolima, Huila, Quindío; y el Bloque Occidental (Guillermo León Sáenz “Alfonso Cano”) en Valle del Cauca, Cauca y Nariño.Se formuló la “plataforma para un gobierno de reconstrucción y reconciliación nacional”, en donde se precisaba su nuevo modelo de Estado. Proponían la realización de profundas reformas a las instituciones y a la justicia, la implementación de mecanismos de control popular, la transformación de las FF.MM, la nacionalización de los sectores estratégicos, la asignación de un 50% del presupuesto a gastos sociales y de otro 10% a la investigación científica. La ofensiva de Septiembre Negro por el ELN y las FARC-EP El 28 de agosto de 1993, en Usme (Bogotá):12 muertos, el 2 de septiembre en la Vía Carolina del Príncipe-Santa Rosa de Osos (Antioquia):14 muertos y en Mutatá (Antioquia):3 muertos.  El ELN también multiplica sus acciones: el 17 de diciembre combate en Güicán (Boyacá): 24 muertos.
Capturados Gerardo Bermúdez, alias ‘Francisco Galán’ en 1992, y Carlos Arturo Velandia Jagua, alias ‘Felipe Torres’, del Comando Central (COCE) del ELN, Francisco Caraballo, jefe disidente del EPL en junio de 1994. En julio de 1994, como “Despedida al gobierno Gaviria”, la coordinadora emprende otra serie de ataques. El 15 de julio, las FARC-EP asaltaron una estación de bombeo de Ecopetrol en Guamuez, zona rural de Orito (Putumayo):17 muertos. Fueron tomadas La Calera, Chuza, Pasca y el cerro Cruz Verde(Cundinamarca). Paro Armado en Putumayo. Combates y ataques en Bogotá, Antioquia, Cauca, Santander, Norte de Santander, Sucre, Arauca y Tolima: 90 muertos.

### Guerra y fin del Cartel de Medellín

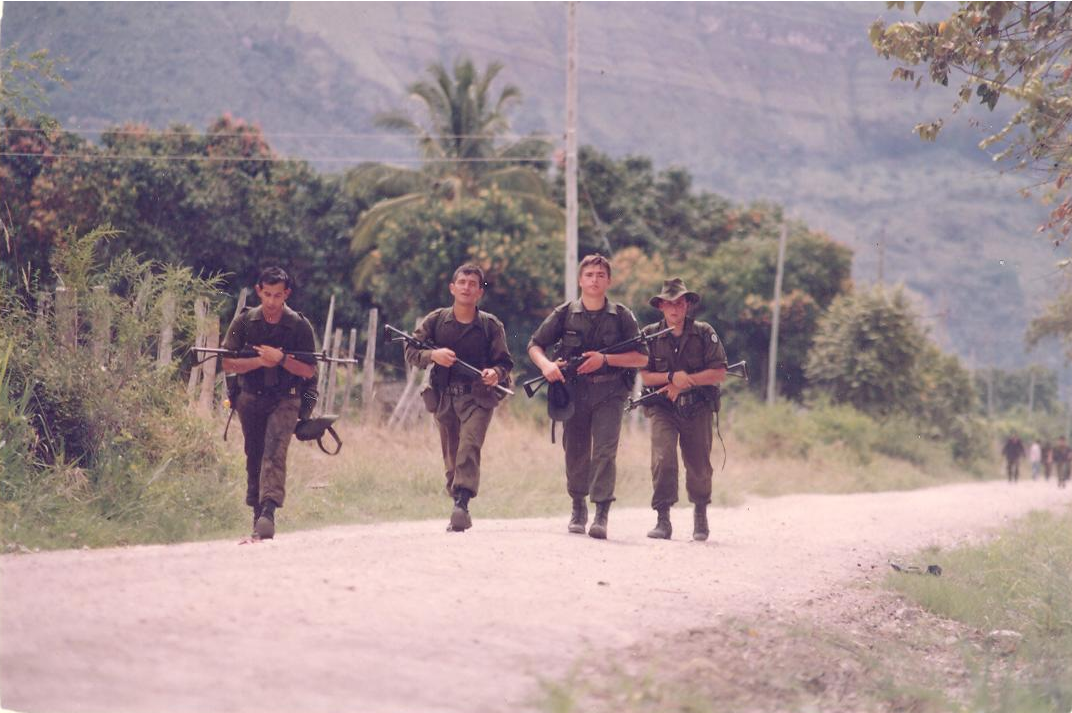
Uniformados de la Policía Nacional

Con la tregua unilateral indefinida anunciada en julio de 1990 por Los Extraditables, el ministro de justicia Jaime Giraldo Ángel diseñó la legislación de estado de sitio que se haría pública como “Política de Sometimiento a la Justicia”: cinco decretos elevados después a legislación permanente en el Código de Procedimiento Penal, aspiraba a favorecer con la reducción de la pena a los narcotraficantes que se entregaran voluntariamente y confesaran un delito, con la garantía, en algunos casos condicional, de ser juzgados en el país y recluidos en pabellones de alta seguridad. Escobar organizó una serie de secuestros selectivos de periodistas (Diana Turbay, Marina Montoya, Francisco Santos, Maruja Pachón, Beatriz Villamizar y 5 periodistas más), presionando para que fuera tratado como un delincuente político. Los primeros en acogerse a la oferta, entre diciembre de 1990 y febrero de 1991, fueron los hermanos Ochoa: Jorge Luis, Juan David y Fabio, socios de Escobar. El Cartel de Medellín continúa su ofensiva terrorista. El 12 de diciembre de 1990 una bomba mató a 7 policías en Medellín. El 22 de enero de 1991 abatidos 2 de los hermanos Prisco, jefes de la banda de 360 sicarios 'Los Priscos'. En una operación de rescate el 24 de enero, muere Diana Turbay y 3 de sus captores, y fue ejecutada Marina Montoya, hermana del antiguo secretario de Presidencia, Germán Montoya.
Continúan los atentados: 10 policías muertos; una explosión en un bus dejó 6 muertos; y el 16 de febrero bomba contra una patrulla del F2,en Medellín: 25 muertos. Asesinado el ex-Ministró de Justicia Enrique Low Murtra. Escobar, liberó al resto de los secuestrados cuando estuvo seguro de que la Asamblea Nacional Constituyente había votado y aprobado el 19 de junio de 1991 el artículo que prohibía la extradición de colombianos, se entregó en Medellín en compañía del sacerdote Rafael García Herreros y Alberto Villamizar. Luego, Escobar sería recluido en la Cárcel de La Catedral en Envigado. Desde allí siguió controlando el negocio ilegal a través de otros 2 aliados suyos. A casi un año de su encierro en julio de 1992, Escobar, se había convertido en un extorsionista de alto rango, empezó a cobrar dinero a los demás narcotraficantes. Ejecutó a Fernando ‘el Negro’ Galeano Berrío y Gerardo ‘Kiko’ Moncada Cuartas, pretextando que estos le ocultaban $20 millones. La posterior purga dejó 50 muertos. El gobierno ordenó el traslado de este hacia un nuevo penal. Pero Escobar su hermano Roberto y 8 de sus lugartenientes se fugaron de La Catedral el 22 de julio de 1992. El gobierno creó el Bloque de Búsqueda, integrado por miembros de la Policía Nacional y el Ejército Nacional al mando del general Hugo Martínez.
El Cartel de Cali se reactiva la guerra, con un coche bomba en Medellín que atribuyeron a sus enemigos antioqueños. Estos ante la arremetida de las fuerzas estatales, reactivaron su campaña con una serie de ataques en los que ejecutaron a 30 uniformados y una juez, entre septiembre y octubre de 1992. Pero esta vez la situación había cambiado bruscamente para el Cartel: La muerte de Galeano y Moncada generó una fractura al interior de la organización. Diego Fernando Murillo, jefe de seguridad de los capos asesinados y los hermanos Castaño, se alinearon con el Cartel de Cali contra Escobar, en una alianza que incluía a oficiales del Bloque de Búsqueda y varios de sus antiguos socios y testaferros. El 28 de octubre, fue abatido Brances Alexander Muñoz 'Tyson'.
Escobar, trataba en ese momento de negociar su nueva entrega y había autorizado la rendición de varios de sus lugartenientes, entre ellos su hermano Roberto, ‘Popeye’, ‘Otto’ y el ‘Mugre’. Decenas de pistoleros ejecutaron a un centenar de policías hasta febrero y los coches bomba reaparecieron en las grandes ciudades a partir de diciembre de 1992. Las pérdidas humanas y materiales fueron cuantiosas, pues los atentados ya no iban dirigidos a un objetivo específico, sino que eran totalmente indiscriminados. En Medellín murieron 19 personas, en Bogotá 41 y en Barrancabermeja 16. El Valle de Aburrá (Antioquia) se vio afectado por 3 ataques mortales en diciembre de 1992 y el 20 de enero de 1993, en el norte de Bogotá, el atentado del 30 de enero frente a la Cámara de comercio de Bogotá, mediando febrero en dos áreas comerciales, el 5 de marzo en las instalaciones de Telecom y en abril 15 en la calle 93 de Bogotá.
Pese a la dura arremetida de los terroristas, fueron abatidos hasta marzo de 1993: 100 sicarios y 10 jefes militares del Cartel de Medellín como Mario Alberto Castaño Molina, alias ‘El Chopo’, Hernán Darío Henao, alias ‘HH’ y Jhonny Edison Rivera, alias ‘El Palomo'. También fueron apresados 1900 sospechosos de pertenecer a la organización y se rindieron 18 altos mandos de su ala militar. Esto sumado a la derrota por bandas rivales de sus grupos de gatilleros, en una guerra que dejó 300 muertos. El 30 de enero de 1993 hizo su aparición pública una estructura paramilitar que se autodenominó “Los Pepes” (‘Perseguidos por Pablo Escobar’), detrás de la que estaban los Castaño y que se dedicaría a matar a los testaferros, contadores, abogados y familiares del capo, como también a destruir sus propiedades y minar sus finanzas. Escobar trato de renegociar su rendición, condicionando la salida del país de su mujer y sus hijos, pero su propuesta no fue aceptada. Logró evadir al Bloque de Búsqueda por 6 meses más, la muerte de su jefe de seguridad León Puerta Muñoz, alias ‘El angelito’, en octubre de 1993, lo dejó desprotegido, al mando ya de sicarios rasos. Finalmente, la preocupación por la situación de su esposa refugiada en el Hotel Tequendama bajo vigilancia policial, lo llevó a utilizar un radio de comunicaciones, revelando su ubicación. En la tarde del 2 de diciembre de 1993 sería abatido por un comando de 20 hombres al mando del Mayor Hugo Aguilar.

### Auge del cartel de Cali

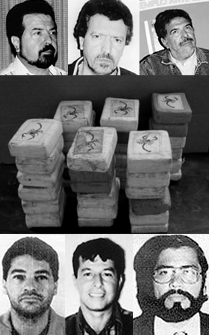
En orden de aparición: Gilberto y Miguel Rodríguez Orejuela, José Santacruz Londoño, Helmer Herrera Buitrago, Henry Loaiza Ceballos y Víctor Patiño Fómeque, capos del Cartel de Cali.

En vez de desaparecer como tal, el Cartel de Medellín se dividió en pequeñas estructuras, como la denominada Oficina de Envigado, fomentando además el fortalecimiento indirecto del Cartel de Cali, que llegó a controlar el 80% del negocio, perfeccionó sus métodos de inteligencia y reforzó su infiltración dentro de las autoridades. Y si bien la atención de la opinión pública se había centrado en Escobar y sus socios, las otras redes de narcotraficantes, específicamente la del Cartel del Norte del Valle no era menos violenta. Los capos Henry Loaiza, alias ‘El alacrán’, y Diego Montoya, alias ‘Don Diego’, junto a miembros de la Fuerza Pública ejecutaron la masacre de Trujillo (Valle del Cauca) entre 245 y 342 muertos, entre 1986 y 1994 en medio del silencio de las autoridades locales.
El gobierno de Estados Unidos que había observado con cautela los resultados de la política de sometimiento a la justicia, empezó a exigirle a Colombia más contundencia en las acciones contra los nuevos capos del narcotráfico, el Bloque de Búsqueda captura a Jaime Orejuela e Iván Urdinola. Los cultivos ilícitos empezaron a expandir su frontera aceleradamente a finales del cuatrienio Gaviria. De placa giratoria del tráfico de cocaína, pasó a ser el primer productor de coca del mundo, desbancando de su puesto a Perú y Bolivia. Con el impulso del Cartel de Cali y, sobre todo, con la participación cada vez mayor de las FARC-EP y los paramilitares en el negocio, el fenómeno se extendería rápidamente por gran parte del territorio, en las selvas del sur sobre todo pero también en otras áreas como el Catatumbo y Antioquia. Pese a la reducción de los aportes de los Estados Unidos a la lucha antinarcóticos, el gobierno multiplicó la erradicación de las zonas sembradas de coca y amapola, iniciando en 1992 las polémicas fumigaciones con glifosato, a la vez que desarrollaba programas de sustitución de cultivos.

### Expansión del paramilitarismo
Como la política de negociación de penas con los decretos 2047 y 3030 de 1990 y 303 de 1991 también cobijaba a los paramilitares, muchos miembros de las organizaciones ubicadas en Córdoba, Antioquia, el Magdalena Medio, la Sierra Nevada, Boyacá, el Valle del Cauca y los Llanos Orientales se entregaron a las autoridades confesando solamente el delito de porte ilegal de armas. El grupo más grande, al mando de Ariel Otero, desmovilizó a 400 de sus integrantes en Puerto Boyacá, mientras en Córdoba, la estructura de Fidel Castaño (las Autodefensas de Córdoba y Urabá) entregaba 300 fusiles y algunas porciones de tierra en 1990. También un reducto de cerca de 200 hombres, antiguamente mandados por Gonzalo Rodríguez Gacha, se acogió a la amnistía en Pacho (Cundinamarca). Entre 1992 y 1994, se observa una reducción de los asesinatos de civiles, atribuidos a las autodefensas en los años anteriores, pero en la práctica estas estructuras siguieron activas y se reorganizaran.
Los paramilitares del Magdalena Medio, se vieron envueltos en una lucha con sus antiguos socios narcotraficantes a partir de 1990. Henry Pérez, su primer comandante había sido asesinado por un pistolero en julio de 1991, y Ariel Otero el sucesor suyo que se alineó con el Cartel de Cali, muerto a principios de 1992. La fuerza sobreviviente se atomiza y algunos de sus restos entraron al servicio de Escobar, mientras otras bandas como la encabezada por Ramón Isaza, se replegaron de la zona. Mientras tanto, en la parte sur de la región, cerca a Honda (Tolima), cobró protagonismo Jaime Eduardo Rueda Rocha, el asesino de Luis Carlos Galán, evadido de la cárcel hacía un año y ahora jefe de 150 paramilitares. Buscando posicionarse como líder máximo mató al alcalde de Puerto Boyacá en marzo de 1992. Fue abatido por el Grupo de Operaciones Especiales en Honda (Tolima) el 23 de abril de 1992. Tras su muerte, la actividad de las autodefensas en la zona disminuyó considerablemente, ya que estas optaron por mimetizar sus actividades delincuenciales. Eliminado Escobar en diciembre de 1993, Ramón Isaza retomaría el control del territorio y crea las Autodefensas Campesinas del Magdalena Medio (ACMM), grupo separado de las Autodefensas de Puerto Boyacá, de Arnubio Triana Mahecha alias ‘Botalón’ al mando del Bloque Puerto Boyacá, y la zona de Yacopí y Pacho (Cundinamarca) a Luis Eduardo Cifuentes alias ‘El Águila’. También en este periodo aparecen las Autodefensas Campesinas de Córdoba y Urabá (ACCU), bajo el mando de Fidel Castaño (asesinado o muerto en combate en enero de 1994) y su hermano Carlos Castaño, su expansión con el apoyo de cientos de desmovilizados del EPL, perseguidos por las FARC-EP y la disidencia de Francisco Caraballo. Los paramilitares en disputas territoriales con las guerrillas, lo que generó el desplazamiento forzado de al menos 600.000 personas y a la multiplicación de las masacres como la Masacre de Caño Sibao (Meta), continuando el exterminio contra la Unión Patriótica, cuyo último senador, Manuel Cepeda Vargas, cayó víctima de sicarios en Bogotá el 9 de agosto de 1994. Al igual que los demás asesinatos a miembros de la UP, este crimen fue declarado en 2014 por la Fiscalía como delito de lesa humanidad.

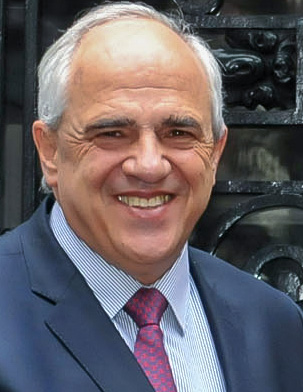
Ernesto Samper presidente de Colombia entre 1994-1998.

## Gobierno de Ernesto Samper (1994-1998)
Se posesionó como presidente el liberal Ernesto Samper, el 7 de agosto de 1994. En su mandato se combinó la lucha anti subversiva con la lucha contra el narcotráfico. Se presentaron enfrentamientos entre su gobierno y las Fuerzas Militares y la descertificación del país por los Estados Unidos en la lucha contra las drogas. Con la división del Cártel de Medellín, se desmanteló el Cartel de Cali (con las detenciones de los hermanos Rodríguez Orejuela y otros miembros del Cartel), se debilita el Cartel de la Costa y se inicia a formar el Cartel del Norte del Valle. Se impulsaron las Cooperativas de vigilancia o Convivir (creadas a finales del gobierno anterior)y después de la ilegalidad de estas se crean las Autodefensas Unidas de Colombia (AUC) uniéndose los grandes grupos paramilitares y de autodefensas del país. Samper debió enfrentar una nueva fase de la guerra contra las FARC-EP en expansión y guerra de movimientos y un ELN debilitado e intentó adelantar diálogos de paz con las guerrillas (directamente con el ELN y con la FARC-EP a través de la Comisión de Conciliación Nacional), las conversaciones no fructificaron a causa del estado de orden público y el desorden institucional con el proceso 8000, producto de su cuestionada elección como Presidente de Colombia que se extendió durante todo el mandato. La política de seguridad y los planes diseñados por la administración anterior, no tuvieron continuidad. En 1996 fueron creados los Grupos de Acción Unificada por la Libertad Personal (Gaula) contra el secuestro y la extorsión. En 1997, se repitió la moderada tasa de crecimiento registrada en el año anterior, mientras que el desempleo se alzó hasta el 12% de la población activa. El peso experimentó una devaluación frente al dólar, el descenso de los ingresos por las exportaciones del café y el petróleo, por la decisión de Estados Unidos de restringir tanto la entrada de productos colombianos como las líneas de crédito. Samper privatizó entonces empresas del Estado. En 1997, la Agencia de Inteligencia de Defensa de EE.UU, había diagnosticado con el estado de precariedad del Ejército Nacional que la subversión estaba en condiciones de derrotarlo militarmente. El 26 de octubre de 1997, la sociedad civil participó en el Mandato por la paz, debido al recrudecimiento del conflicto. 

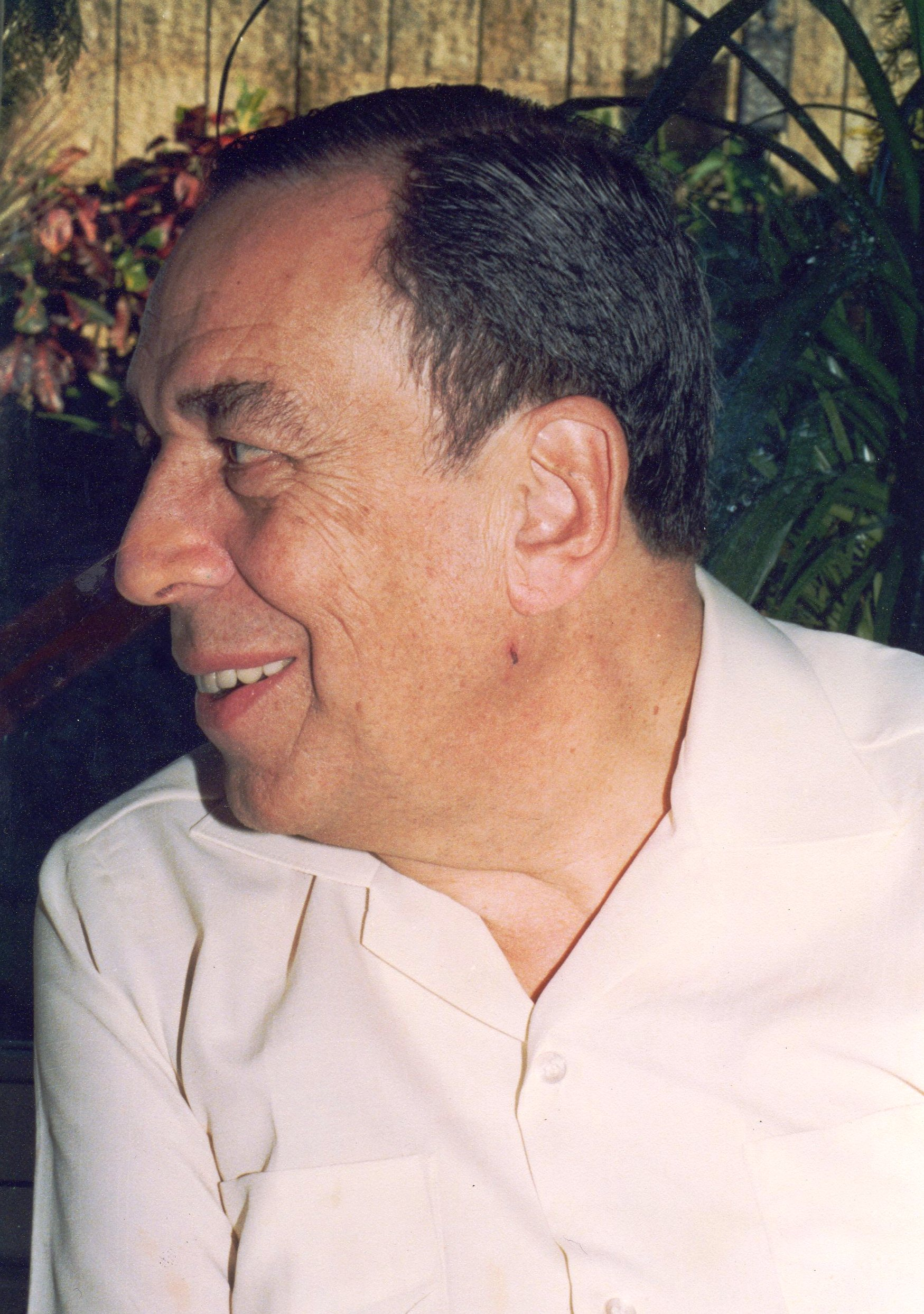
Álvaro Gómez Hurtado, líder político opositor y crítico de Ernesto Samper, asesinado en 1995.

### La crisis del Proceso 8000
Cuando se conoció el resultado de la segunda vuelta de las elecciones presidenciales de 1994, Samper había sido acusado por su rival, el conservador Andrés Pastrana, de haber recibido del Cártel de Cali USD$3,7 millones de dólares para financiar su campaña, filtrando a la opinión pública unas grabaciones entre los líderes del Cartel de Cali y el periodista Alberto Giraldo (amigo personal de los Rodríguez y su mensajero), ofreciendo dinero a la campaña de su oponente. Las acusaciones retomadas en 1995, a instancias del fiscal general Alfonso Valdivieso. El conocido como narcoescándalo llegó al Congreso, que el 4 de agosto de 1995 inició una investigación contra el presidente, el llamado Proceso 8000. Uno de los críticos que tuvo Samper en su mandato, fue el excongresista y exmiembro de la Asamblea Constituyente de 1991 Álvaro Gómez Hurtado, asesinado en Bogotá el 2 de noviembre de 1995 después de dictar clases en la Universidad Sergio Arboleda, catalogado por la opinión pública de la época y por muchos especialistas como un crimen de estado. El magnicidio fue declarado en diciembre de 2017 por la Fiscalía General como delito de lesa humanidad, por lo cual no prescribirá, pero se responsabiliza al Cartel del Norte del Valle y a servidores públicos. En 2020 los miembros del Secretariado de las desmovilizadas FARC-EP se responsabilizan del asesinato de Álvaro Gómez (entre otros), ante la Jurisdicción Especial de Paz (JEP).

El 13 de diciembre de 1995, la Comisión de Acusaciones de la Cámara de Representantes exoneró a Samper y archivó el caso. Sin embargo, las declaraciones incriminatorias del cesado Ministro de Defensa, Fernando Botero Zea (quien se encontraba encarcelado en espera de juicio) y del tesorero de la campaña presidencial, Santiago Medina, de que al menos USD$4 millones de dólares, provenientes del narcotráfico, habrían llegado a la campaña de 1994 con el conocimiento del candidato, desembocaron en la reapertura del caso el 27 de febrero de 1996. Finalmente, el 6 de julio de 1996, la Cámara, por 111 votos contra 43, absolvió por falta de pruebas a Samper de los cargos de enriquecimiento ilícito, falsedad, fraude electoral y encubrimiento. La controversia generó marchas, oposición y críticas contra el Gobierno, la cancelación de la visa al presidente por parte del gobierno de Estados Unidos, impidiéndole ingresar al país. Samper, declaró sentirse “víctima de un atentado moral” y presentó las detenciones de los jefes del Cártel de Cali (los hermanos Gilberto y Miguel Rodríguez Orejuela y Helmer “Pacho” Herrera) o la confiscación por ley de sus propiedades como pruebas del compromiso con la lucha contra el crimen organizado; aun así, el país fue descertificado en 1996 y 1997 por el gobierno estadounidense en la lucha contra las drogas. El estamento militar no fue ajeno al escándalo del proceso 8000, consecuencia de las continuas fricciones con Samper del general Harold Bedoya destituido en 1997. 

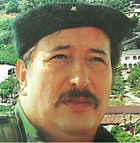
Julio Suárez Rojas'Mono Jojoy', comandante de las FARC-EP.

### La ofensiva de las guerrillas e intentos de diálogo
El 19 de agosto de 1994, fue asesinado el Mayor General Carlos Julio Gil Coronado, comandante de la Cuarta División del Ejército Nacional El 9 de agosto, ataque en Cartagena del Chaira (Caquetá): 4 muertos y 5 secuestrados; el 16 en una emboscada entre Toribío y Tacueyó (Cauca): 6 muertos; y el 18 de agosto masacre del ELN Tadó,(Chocó): 20 muertos. Los mensajes de paz de la guerrilla, emitidos esta vez separadamente por las FARC-EP y el ELN, confirmando la disolución de la Coordinadora Guerrillera Simón Bolívar (CGSB), hecha oficial en febrero de 1995 tras un ataque del ELN en Venezuela. Intentos de diálogo a través de la Comisión de Conciliación Nacional, que fracasaron. En lo sucesivo, cada grupo se enfrentaría al Estado por separado. Las FARC-EP se fortalecen con el narcotráfico el sur del país, y lanzó una ofensiva evidenciando su capacidad para adaptarse a la guerra de movimientos. Su plan de expansión afinado en la Octava conferencia, celebrada en 1993, se materializó con el avance progresivo de sus estructuras sobre Bogotá y la cordillera Oriental (por el Bloque Oriental de las FARC-EP del 'Mono Jojoy' y 'Urias Cuéllar'), mientras se hostigaba a las Fuerzas Militares en todo el territorio: el Bloque Sur de Raúl Reyes, Joaquín Gómez y Fabián Ramírez;el Bloque Occidental de Alfonso Cano; y el Bloque Caribe de Martín Caballero. Aparte de los ataques masivos contra bases e instalaciones militares, también pasaron a bloquear ejes centrales de comunicación en Urabá y Arauca, a amenazar carreteras neurálgicas como las vías Bogotá-Medellín y Bogotá-Villavicencio con las denominadas 'pescas milagrosas' de alias 'Romaña', y a destruir infraestructura de importancia estratégica (torres de energía, hidroeléctricas, oleoductos en los Llanos orientales) y cobrar impuestos a multinacionales. Entre 1995 y 1996, realizaron cerca de 42 ataques en Bogotá:17 muertos. Se presentó el atentado de Medellín el 10 de junio de 1995, sin establecer responsables: 23 muertos y más de 200 heridos.
El ELN se vio debilitado en 1997 por el avance paramilitar en el Magdalena Medio, sur de Bolívar, San Vicente de Chucuri (Santander), la Serranía de San Lucas (Bolívar) y el nordeste de Antioquia, y la expansión de las FARC-EP. Desde 1995 la organización concentraría sus actos en el saboteo sobre la infraestructura petrolera, en los hostigamientos, y algunas grandes operaciones. Se presentó la muerte de su líder el 'Cura Pérez' a principios de 1998 entonces el mando máximo sería asumido en su totalidad por Nicolás Rodríguez Bautista 'Gabino'.
Se llevaron a cabo las Operación Conquista en 1996 y Conquista II en 1997 desarrolladas en Caquetá, Guaviare, Meta y Putumayo, contra los cultivos ilícitos. Como respuesta a la ofensiva de las Fuerzas Militares, más de 80.000 raspachines se movilizaron en las marchas cocaleras. El 12 de marzo de 1996, en un atentado de las FARC-EP en Chalán (Sucre):11 muertos. El 15 de abril en Puerres (Nariño) las FARC-EP y el ELN realizan la Emboscada a grupo de caballería:31 muertos. El 20 de junio fue asesinado el gobernador de Caquetá, Jesús Ángel González Arias.  Entre julio y agosto una serie de hostigamientos en Bogotá y Cundinamarca: 17 muertos. El 30 de agosto, el Bloque Sur de las FARC-EP realizaron la Toma de la base de las Delicias(Putumayo): 36 muertos y 60 secuestrados. El 6 de septiembre la masacre de Mondoñedo por la Policía Nacional: 6 muertos. En octubre el Bloque Oriental de las FARC-EP hace la embocada en La Carpa (Guaviare):24 muertos. El 16 de enero de 1997 combates en Juradó (Chocó), y el 1 de febrero combate de San Juanito (Meta): 20 muertos. Atentado en San José de Apartadó (Antioquia):10 muertos. La captura y retención de 70 militares en Las Delicias y Jurado llevó al gobierno, pese a la oposición del estamento militar, a conceder una zona desmilitarizada de 14000km² en Cartagena del Chaira (Caquetá), por exigencias de las FARC-EP. Allí fueron entregados todos los retenidos el 15 de junio de 1997. El 17 de junio atentado a la Policía de Fontibón (Bogotá):8 muertos y 16 heridos. El 6 de julio derribado un helicóptero MI-17 en Arauca: 20 muertos; el 10 de julio en Arauquita: 10 muertos en agosto en Combates:23 muertos. El 4 de octubre ataque a la Policía en San Juan de Arama (Meta):17 muertos. En octubre las elecciones locales fueron saboteadas por las FARC-EP. El Ejército Nacional en los llanos del Yarí (Meta) realiza la Operación Destructor II. El 22 de diciembre de 1997, el Bloque Sur de las FARC-EP realiza la Toma de Patascoy:11 muertos y 18 secuestrados.
Entre el 1 y 3 de marzo de 1998 la Batalla de la Quebrada El Billar: 64 muertos, 19 heridos, 43 secuestrados y 3 helicópteros impactados. En los posteriores combates: 30 muertos. Una decena de alcaldes y funcionarios fueron secuestrados; varios retenes cortaron las vías de comunicación; bombas en Neiva, Barranquilla y San Vicente del Caguán; emboscada del ELN en La Alejandra, cerca de El Zulia (Norte de Santander): 9 muertos; y hostigamientos en Sucre, Casanare y Bolívar: 3 muertos. El 23 de marzo, las FARC-EP: 25 secuestrados, entre ellas cuatro estadounidenses y un italiano en un reten ilegal montado sobre esa carretera. En Antioquia, el Ejército Nacional bajo el mando del General Rito Alejo del Río, y los paramilitares replegaron al Bloque Noroccidental de las FARC-EP de Urabá a la región de Dabeiba, Mutatá y el Cañón de la Llorona en junio de 1998 bajo el mando de Efraín Guzmán.
El 24 de junio de 1998, el ELN secuestró a 15 voluntarias del Ejército Nacional, en Segovia (Antioquia). El ELN mencionó que entre las voluntarias se encontraban menores de edad, e intentos de rescate por el Ejército Nacional. Finalmente fueron liberadas el 3 de julio de 1998, siendo recibidas por una comisión humanitaria encabezada por el Nobel de la Paz José Ramos-Horta. En julio de 1998 el Comando Central del ELN y el Comité Operativo Preparatorio de la Convención Nacional tenían preparado un acercamiento, que finalmente fracaso por la imposibilidad de la guerrilla de replegarse del  sur de Bolívar.
Desde agosto de 1998 las FARC-EP con Iván Márquez realizaron una contraofensiva. La ofensiva subversiva del 3 de agosto de 1998: las FARC-EP realizaron la Toma de Miraflores (Guaviare):16 muertos, 30 heridos y 129 capturados. Atacaron en todo el país 62 puntos con asaltos masivos de instalaciones militares, hostigamientos, sabotajes y carros bomba, dejando 81 muertos, 120 heridos y más de 150 secuestrados. Toma de La Uribe (Meta): 30 muertos, 30 heridos, 7 secuestrados y 1 helicóptero Bell UH-1 derribado;Pavarandó (Antioquia): 9 muertos y 7 capturados; y San Carlos (Antioquia):9 policías rendidos, en ese municipio entre 1986 y 2010 la guerra entre la guerrilla y los paramilitares dejó 33 masacres y 18.000 desplazados.

### Reacción paramilitar, las Convivir y la creación de las AUC
El Paramilitarismo se extendía por amplias áreas del país: Antioquia, el Magdalena Medio, los llanos orientales, el Valle del Cauca y la región Caribe, de la mano de los intereses de hacendados, militares, políticos y empresarios identificados con la lucha contra la guerrilla. Las Autodefensas Campesinas de Córdoba y Urabá (ACCU), bajo el mando de Carlos Castaño y Vicente Castaño, se convierte en el grupo más activo. La avanzada liderada por las ACCU se manifiesta, inicialmente, en el norte de Urabá apoyada por antiguos miembros del EPL perseguidos a muerte por las FARC-EP y por las disidencias del EPL. En 1995 se lleva a cabo la entrada al eje bananero en Urabá y en 1996 la expansión a la región del Atrato, Oriente antioqueño y Nudo de Paramillo, junto con el inicio de acciones en Sucre, Magdalena y Cesar, bajo la forma de violentas incursiones de tierra quemada. Las cooperativas de seguridad rural o Convivir, nuevas asociaciones de autodefensa autorizadas por la anterior administración Gaviria por medio del Decreto 356 de 1994, sirvieron de fachada para que los paramilitares pudieran consolidar sus avances territoriales y a la vez se mostraran ante la opinión pública como legales. La falta de supervisión del gobierno central le abrió camino a muchas irregularidades, en las zonas donde se implantaron una multiplicación de las estructuras paramilitares. Fueron impulsadas bastante en Antioquia, con el impulso del entonces Gobernador Álvaro Uribe Vélez. Estas cooperativas de vigilancia fueron desmontadas en 1997 por orden de la Corte Constitucional, al considerar inconstitucional el decreto que las impulsó.
Los distintos bandos convierten a la población civil en blanco de su acción, dando una clara demostración del alto nivel de degradación del conflicto armado. En efecto, las FARC-EP en respuesta a la masacre del Bar Aracatazo en Chigorodó (Antioquia) por las ACCU el 12 de agosto de 1995: 18 muertos, se desató una ola de retaliaciones. No menos de 800 personas murieron en la guerra de exterminio que azotó a Urabá en 1995, mientras que varios cientos de miles tuvieron que desplazarse fuera de sus hogares. El 29 de agosto Masacre de Los Kunas de Carepa (Antioquia) por las FARC-EP 18 muertos; el 20 de septiembre la masacre de Bajo del Oso: 25 muertos; el 14 de febrero de 1996, masacre en la finca Osaka: 11 muertos; y el 5 de mayo, masacré de Pueblo Bello (Antioquia): 16 muertos. Hacia finales de 1996, con el avance de las autodefensas el ELN y las FARC-EP registran pérdidas territoriales.

En abril de 1997, las Autodefensas Campesinas de Córdoba y Urabá, las Autodefensas Campesinas del Magdalena Medio (ACMM) y el Bloque Central Bolívar (BCB) se unieron en las AUC (Autodefensas Unidas de Colombia). Sin embargo las Autodefensas de la Alianza Oriente conformadas por las Autodefensas Campesinas del Meta y Vichada (ACMV) y las Autodefensas Campesinas de Casanare (ACC) fueron las únicas organizaciones paramilitares regionales que no se unieron a las AUC, dando forma a un proyecto federado contrainsurgente nacional, bajo una bandera común, con el propósito de presentarse como una organización con un mando unificado, un plan definido, una coordinación multi-regional de las acciones bélicas y una agenda con pretensiones programáticas, todo con miras a lograr un espacio en la negociación con el Estado y un estatus que garantizará, a futuro, su reconocimiento como actor político. Las autodefensas se trazan la meta de contener la expansión de la guerrilla e incursionan en las zonas donde estos grupos tienen su principal fuente de financiamiento: el narcotráfico. En mayo de 1997, fueron asesinados en Bogotá los investigadores del Cinep Mario Calderón y Elsa Alvarado. En la segunda mitad de 1997, los paramilitares penetran en las zonas de la subversión y realizan campañas de exterminio en todo el país, por medio de rápidas y sangrientas incursiones como la Masacre de Mapiripán (Meta) en julio de 1997:30 muertos, y la masacre de El Aro (Antioquia) el 22 de octubre:17 muertos. En octubre de 1997 las ACC emboscaron en San Carlos de Guaroa a una patrulla del Gaula: 11 muertos. 

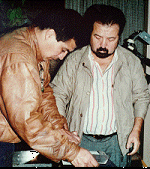
Gilberto Rodríguez Orejuela procesado después de su captura.

### Desmantelamiento del Cartel de Cali y de la Costa Atlántica
Los “narco casetes” obtenidos por la DEA en la sede de la Campaña Samper Presidente, sirvieron para que Estados Unidos ejerciera con mayor fuerza su diplomacia coercitiva, contaba con el proceso de certificación como instrumento táctico y la exigencia de extradición de nacionales como herramienta jurídica. Gilberto Rodríguez fue sentenciado a quince años de prisión, los cuales se redujeron a siete años por confesión y buena conducta.  Durante el gobierno de Samper, la diplomacia de Estados Unidos se orientó a presionar la revocatoria del artículo 35 de la Constitución sobre la extradición. Luego de varios llamados de autoridades nacionales y con el fantasma de una próxima descertificación en el ambiente político, finalmente, mediante el Acto Legislativo 1 de diciembre de 1997, el Congreso aprobó la extradición sin retroactividad ni aplicación a los delitos políticos. Esta medida estuvo antecedida por la aprobación, mediante la Ley 333 de diciembre de 1996, de la extinción de dominio sobre los bienes adquiridos en forma ilícita, y de la Ley 365 de febrero de 1997, que aumentó las penas a los narcotraficantes. Las relaciones con Estados Unidos fueron conflictivas con su embajador Myles Frechette, que se posesionó en el gobierno Gaviria y se retiró en marzo de 1998. El énfasis en el narcotráfico durante el gobierno Samper llevó a que la atención a la subversión y el paramilitarismo pasarán a un segundo plano. A finales de 1994, el Consejo Nacional de Estupefacientes aprobó reiniciar la fumigación de cultivos de coca y amapola con glifosato, contrariando los acuerdos gubernamentales suscritos poco antes con los campesinos del Guaviare a raíz de un paro cívico de protesta por las fumigaciones. En febrero de 1995 anunciado el Plan Antinarcóticos 1995-1997 y la Operación Resplandor destinados a la erradicación total de cultivos ilícitos, en abril el gobierno compró equipos técnicos y de aviación por la suma de 2000 millones de dólares, y en mayo aprobó el Plan Compromiso de Colombia frente al Problema Mundial de la Droga. En noviembre, se anunció la instalación de un radar de Estados Unidos en Marandúa, (Vichada), como parte de la lucha antinarcóticos.  En 1996,inician las fumigaciones con imazapyr, herbicida granulado más potente que el glifosato. El anuncio de fumigación de finales de 1994 generó un paro cívico en enero de 1995 de los cultivadores del Putumayo, que culminó tras las promesas del gobierno de hacer inversión social en la región.  Entre julio y septiembre de 1996, se presentaron las marchas de cocaleros, que se movilizaron en contra de las fumigaciones del programa gubernamental de erradicación de cultivos ilícitos En Putumayo Guaviare, Caquetá, Bolívar y Norte de Santander, con las marchas de doscientos mil campesinos cocaleros. El gobierno firma el Acuerdo de Orito (Putumayo) con los campesinos en agosto de 1996.
La réplica del Bloque de Búsqueda que eliminó a Pablo Escobar conformada por Fuerzas Militares, Policía Nacional, DAS y Fiscalía, y la acción de la política de entrega y negociación, lograron la captura y entrega de la cúpula del Cartel de Cali a mediados de 1995. En junio fueron capturados Gilberto Rodríguez Orejuela y Phanor Arizabaleta, en julio José Santacruz Londoño (fugado y muerto en 1996) y en agosto Miguel Rodríguez Orejuela. También se entregaron Tulio Enrique Murcillo, Henry Loaiza, Víctor Patiño Fómeque y Guillermo Pallomari, desmanteladas las redes y bienes de Cartel de Cali.  Varias de las iniciativas legislativas del Ejecutivo fueron contrarrestadas o alteradas en el curso de los debates en el Congreso de la República. Como la discusión sobre la extradición, el llamado narco proyecto, que era una reforma al Código de Procedimiento Penal en 1994. Asimismo, en 1995 apareció lo que se llamó el narcomico a la ley de seguridad ciudadana, que buscaba que el enriquecimiento ilícito fuera tratado como delito conexo y no como delito independiente. La Cámara finalmente lo eliminó, y esa acción fue ratificada por la Corte Suprema de Justicia, la Fiscalía y la Corte Constitucional. En 1996 se construyen bases antinarcóticos en Valle del Cauca y Putumayo. Colombia es desde 1998 el primer productor de cocaína del mundo. Ni la fumigación ni los programas de desarrollo alternativo lograron frenar la expansión de los cultivos. La fumigación, además de ser ineficiente, produjo daños ecológicos y problemas sociales difíciles de estimar. El Programa Nacional de Desarrollo Alternativo (Plante) de 1996, no logró encontrar cultivos sustitutos para la coca y la amapola.. La captura del jefe del Cartel de la Costa, Alberto Orlandez Gamboa El Caracol, en la Operación Alcatraz el 6 de junio de 1998, último sobreviviente de una guerra interna en este cártel.

### Surgimiento y consolidación del Cartel del Norte de Valle
En el Norte del Valle, y ligados al grupo de Cali, los capos eran Iván Urdinola (en la cárcel desde 1992) y su cuñado, un expolicía, Orlando Henao Montoya Don H, quien, junto a sus dos hermanos, Arcángel y Fernando Henao Montoya, además de una red de narcos de mediano poder como Diego Montoya, Henry Loaiza, Víctor Patiño Fómeque, entre otros, operaban desde los municipios de El Dovio, El Águila, Zarzal, Trujillo, Roldanillo, La Victoria, Cartago y Versalles (Valle del Cauca). Los narcos del norte del Valle, se independizaron, con el pretexto de que el Cartel de Cali había revelado información confidencial a las autoridades colombianas y estadounidenses; se fueron apoderando de la cadena de producción, rutas y mercados de exportación. Esta ruptura, marcó la consolidación del Cartel del Norte del Valle, liderado por Iván Urdinola, y su cuñado Orlando Henao. Con el apoyo de miembros de la Policía Nacional como del Coronel Danilo González 'El hombre del overol'. Sin embargo, Helmer Herrera, no estaba dispuesto a ceder el control de sus negocios, que pretendía seguir controlando por medio de algunos familiares y lugartenientes. Las disputas empezaron en marzo de 1996, cuando en Palmira fue herido Wílber Varela, alias ‘Jabón’, ex policía y jefe de sicarios de Orlando Henao. El 24 de mayo, sicarios del norte del Valle, intentan matar a William Rodríguez Abadía, hijo de uno de los Rodríguez Orejuela: 6 muertos.  La guerra entre los clanes de Helmer Herrera y Orlando Henao se recrudeció (los Rodríguez Orejuela se apartaron), con atentados, ataques de sicarios y maniobras jurídicas. El cartel del norte del Valle, conformado por antiguos miembros de la Policía y sicarios del Valle del Cauca, pero la presión de las autoridades y las incriminaciones ante organismos judiciales, forzaron que 'el hombre del overol' se entregará en septiembre de 1997.Pero desde la prisión seguía al mando de la organización. En noviembre de 1998 fueron asesinados sucesivamente los capos Hélmer Pacho Herrera (por órdenes de ‘Jabón’) y Orlando Henao (en represalia por el anterior a manos de José Manuel Herrera ‘el inválido’).
El Cartel del Norte del Valle se reorganizó alrededor de la figura de Wilber Alirio Varela, alias ‘Jabón’, que contaba con el apoyo de Lorena Henao Montoya, la hermana de Orlando y esposa de Iván Urdinola; si bien, había otras poderosas facciones como la de Diego León Montoya ‘Don Diego’ y Hernando Gómez Bustamante, alias ‘Rasguño’. Varela, aunque continuó la guerra con el clan Herrera en alianza con otros capos como ‘Cuchilla’, ‘Chupeta’ y Luis Ocampo Fómeque, alias ‘Tocayo’, vio consolidar su organización como la mayor agrupación narcotraficante del país, responsable de exportar un promedio anual de 300 toneladas de coca, alrededor del 50 o 60% del total de la producción de entonces. Paradójicamente, la acción de las autoridades, con el desmantelamiento del Cartel de la Costa en junio de 1998, y de la Operación Milenio adelantada en octubre de 1999 (que permitió la captura de 35 extraditables como Alejandro Bernal Madrigal Juvenal y Fabio Ochoa Vásquez), había eliminado indirectamente posibles competidores del cartel, que agrupó unos 6000 hombres entre sicarios, testaferros, contadores y colaboradores hacia finales de los noventa. Finalmente en 2001, el clan de Jabón le ganó la guerra a los ‘Pachos’. Varios de los hermanos Herrera murieron y otros debieron escapar de Colombia.

## Gobierno de Andrés Pastrana (1998-2002)

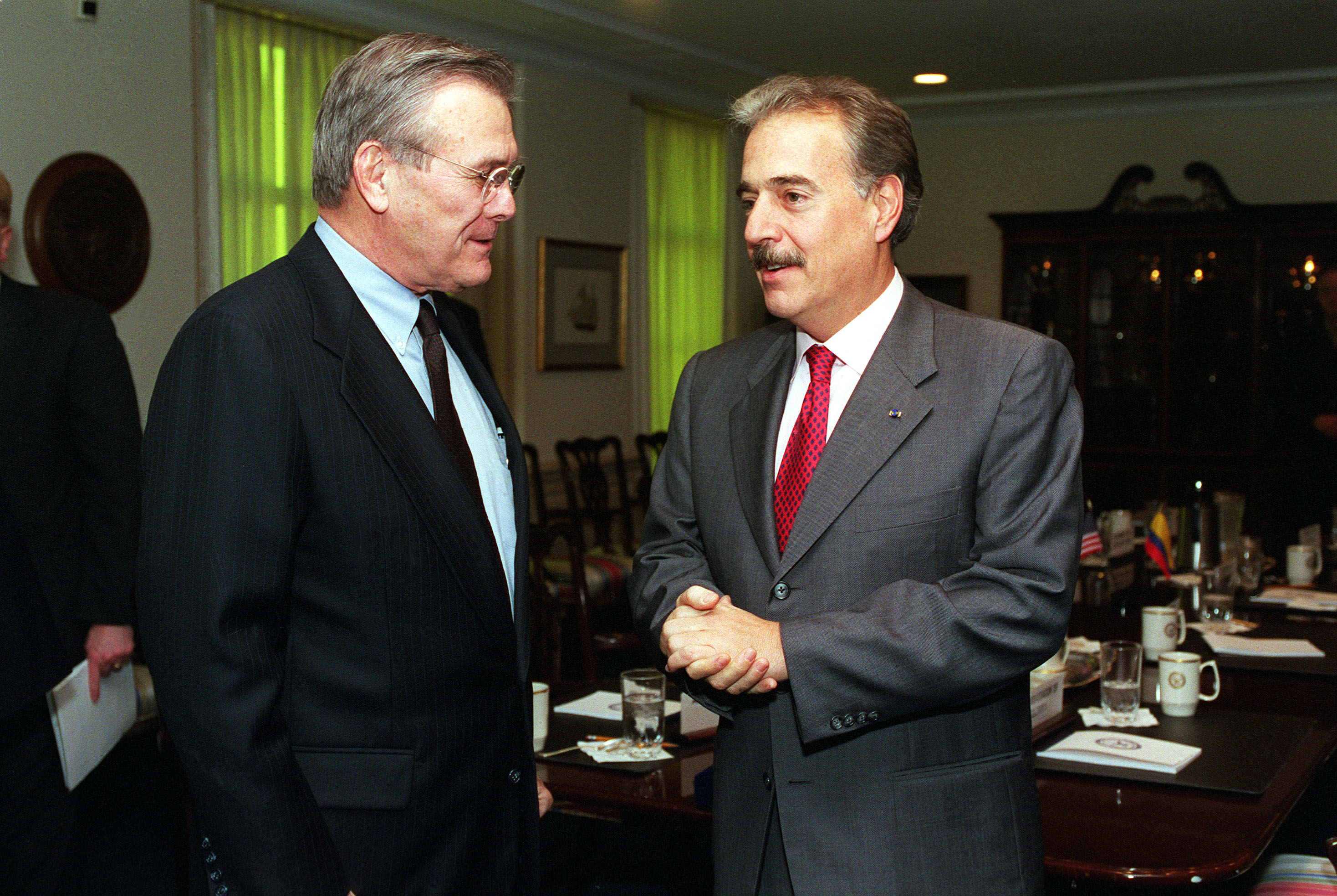
Andrés Pastrana en 2001, con el entonces secretario de defensa de Estados Unidos, Donald Rumsfeld.

Electo el conservador Andrés Pastrana en la segunda vuelta de las elecciones presidenciales para el periodo (1998-2002) se propuso a desarrollar diálogos con las guerrillas tanto con el ELN y en especial con las FARC-EP (el 9 de julio de 1998 el mandatario electo se reunió con el comandante Manuel Marulanda Vélez de las FARC-EP) y posteriormente en la denominada Zona de Distensión, el fortalecimiento de la Fuerza Pública con el Plan Colombia de ayuda militar y financiera de los Estados Unidos, reformas y creación de nuevas unidades militares (como la Fuerza de Despliegue Rápido (FUDRA), los batallones antinarcóticos y nuevas brigadas móviles, la Brigada fluvial de infantería de marina) y de la Policía Nacional (como el Escuadrón Móvil Antidisturbios (ESMAD) contra la protestas y manifestaciones sociales). El avance consolidado de las AUC con masacres y tomando territorios. Se presenta el recrudecimiento del conflicto con acciones entre las FARC-EP, el ELN, las disidencias del EPL, contra las AUC y la Fuerza Pública y entre las FARC-EP y el ELN, además de los Carteles y la delincuencia organizada, afectando a la población civil víctima de asesinatos, masacres, incursiones, secuestros, desplazamientos y desapariciones. Continuará la lucha contra el narcotráfico y la lucha contrainsurgente por medio del Plan Colombia. 

### Reorganización de la Fuerza Pública y Plan Colombia

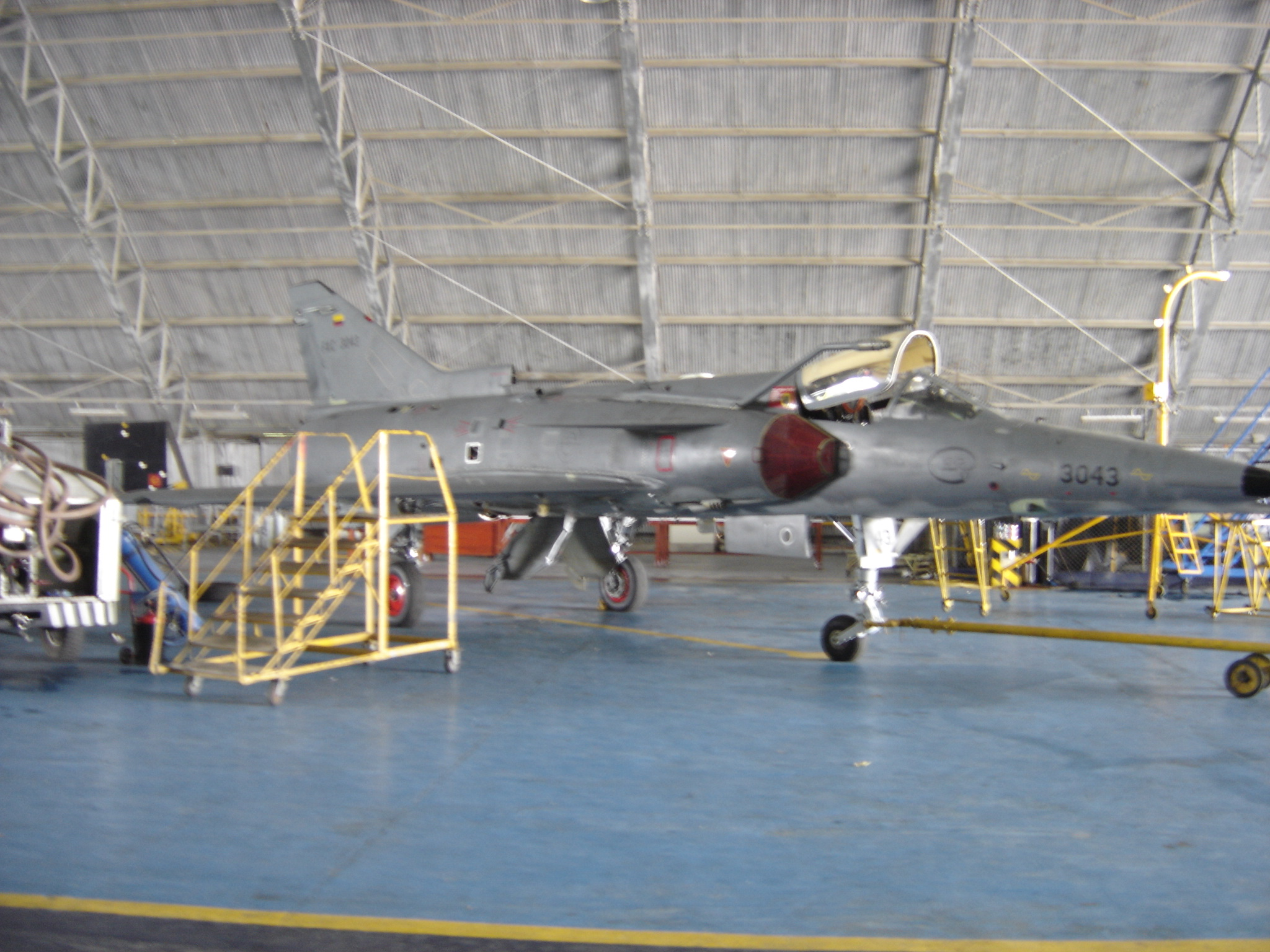
Kfir C.2 de la Fuerza Aérea Colombiana.

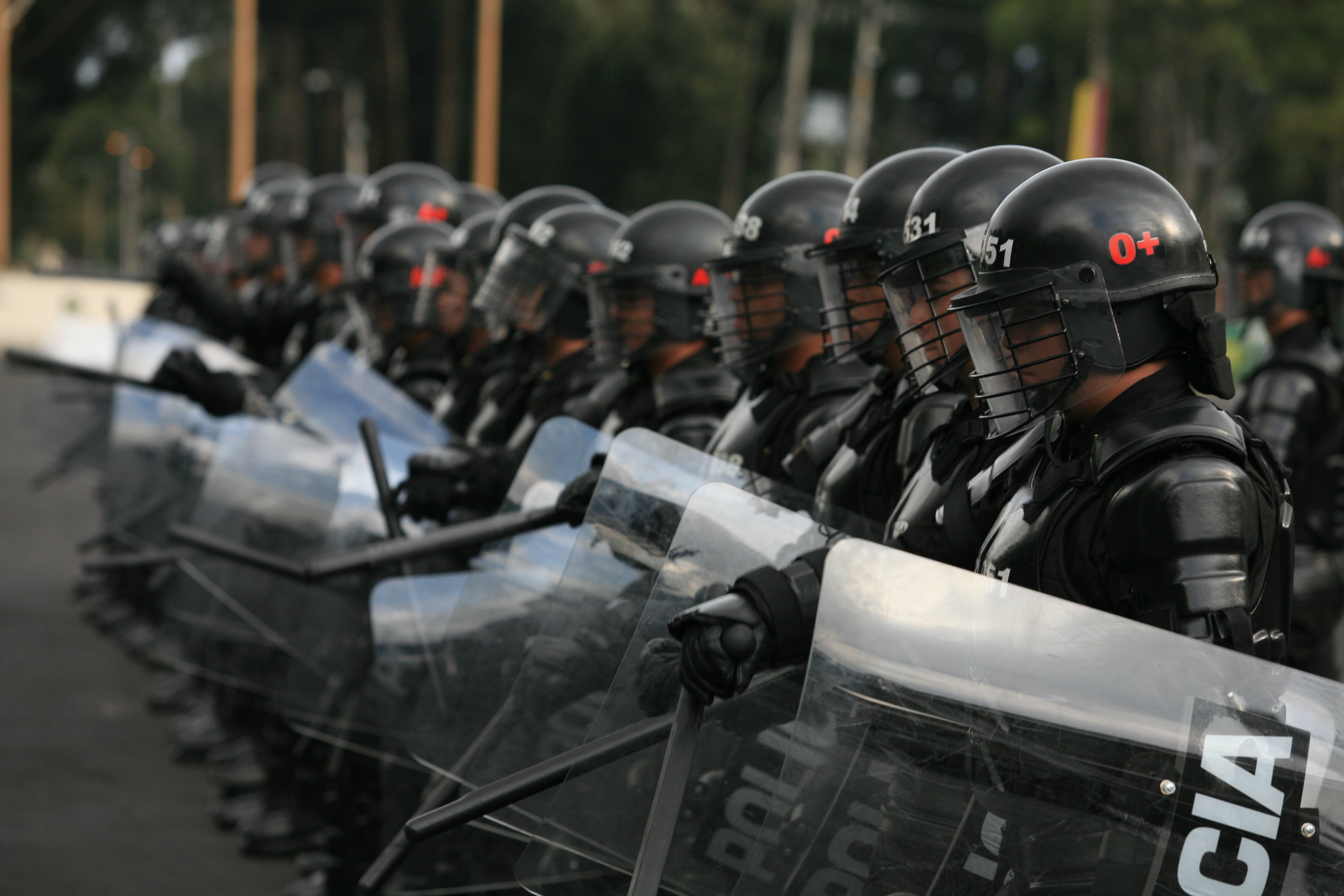
Escuadrón Móvil Antidisturbios (ESMAD).

La llegada al Ministerio de Defensa de Rodrigo Lloreda Caicedo y los generales Fernando Tapias comandante de las Fuerzas Militares y Jorge Enrique Mora comandante del Ejército Nacional. Se creó una comisión de reestructuración integrada por civiles y militares, encargada de revisar todos los aspectos de las Fuerzas Militares, la Policía Nacional y el Ministerio de Defensa. Este proceso sería continuado y profundizado por el ministro Luis Fernando Ramírez, quien asumió el cargo tras la renuncia de Lloreda en mayo de 1999. Contó con el 40% del presupuesto Nacional además del respaldo económico de los Estados Unidos en el Plan Colombia, en la profesionalización de las FF.MM., la capacidad de realizar operaciones nocturnas, la creación de la Fuerza de Despliegue Rápido (FUDRA)  conformada inicialmente por 3 de las brigadas móviles contraguerrilla, su objetivo era neutralizar los ataques subversivos y golpear sus estructuras, sobre la base de una movilidad y potencia de fuego superior. Al mando del General Carlos Alberto Fracica, la activación de nuevas brigadas móviles y antinarcóticos con sede en Tres Esquinas (Caquetá), y el mejoramiento de la inteligencia.  También se reformaron los estatutos de carrera, de evaluación y de ascenso del personal uniformado, a través de la expedición de decretos-ley en el marco de las facultades extraordinarias otorgadas al Gobierno por el Congreso de la República en el año 2000. Nuevo Código Penal Militar la Ley 522 de 1999. La estructura del Ejército Nacional se transformó, con la creación de cuatro nuevas jefaturas: personal, logística, operaciones, y entrenamiento y doctrina, cada una de ellas bajo el mando de un mayor general. Se creó el Centro de Operaciones Conjuntas (COC), que permitió a las distintas armas coordinar las acciones sobre el terreno. Las unidades de asalto de 120 hombres (1 compañía). También fue creada la Brigada Fluvial de Infantería de Marina de la Armada Nacional en 1999. Se permitió la adquisición de 18 helicópteros Black Hawk y 42 Huey (UH-1h) En este periodo las FARC llegó a estar a favor de la legalización de las drogas como salida para el problema relacionado con las drogas.
La ley 684 de 2001, que le otorgaba funciones de Policía judicial al Ejército Nacional y permitía el nombramiento de alcaldes militares en la zona de mayor perturbación pública, fue declarada inexequible por la Corte Constitucional. También en 1999 debido a las protestas y movilizaciones sociales es creado el Escuadrón Móvil Antidisturbios (ESMAD) como una respuesta del gobierno nacional a las problemáticas de orden público, creado como un cuerpo temporal para una coyuntura transitoria, pero fue formalizado posteriormente por el director general de la Policía. Desde su creación ha sido criticado por el uso excesivo de la fuerza y ha sido acusado por 59 muertes desde su creación hasta 2019.
En agosto de 1999, durante su visita a Colombia, el secretario de Estado estadounidense Thomas Pickering le había sugerido al gobierno colombiano revaluar su “Política de Pacificación y su estrategia antinarcóticos”, para la ayuda ofrecida por los Estados Unidos en unos objetivos concretos. En la redacción del Plan Colombia, a diferencia del original, que se centraba en la sustitución de cultivos ilícitos y en la atención a la población desplazada, el nuevo dúo preeminencia a la guerra contra las drogas y por ende a la asistencia de carácter militar. El 11 de enero de 2000. Clinton dio a conocer públicamente el nuevo Plan Colombia. El 13 de julio de 2000 firmó la Ley 106-246 que aprobaba el monto del paquete de ayuda. El 22 de agosto para liberar la ayuda financiera a Colombia de las restricciones impuestas en relación con el respeto de los Derechos Humanos, Bill Clinton invoco la sección cuarta del artículo 3201 omitiendo los informes sobre violaciones a los Derechos Humanos por las FF.MM. Ocho días después los dos mandatarios oficializaron el inicio del Plan Colombia como parte de su compromiso bilateral contra el flagelo mundial del narcotráfico.
La transformación del Plan Colombia fue una estrategia básicamente antinarcóticos que favorecía la capacidad operativa de las FF.MM. Los países fronterizos también se manifestaron en contra, especialmente Ecuador que argumentó que la agudización de la lucha armada acarrearía migraciones masivas de refugiados a la par que desplazarían los focos de cultivo a las zonas limítrofes del norte. Desde sus inicios, el Plan Colombia fue concebido como una estrategia que demandaba la participación económica de otras naciones para su cumplimiento. Aun después de las modificaciones sufridas y de la promesa segura del aporte estadounidense, faltaba atraer más inversionistas. Aunque líderes y organizaciones no gubernamentales de Europa habían demostrado su apoyo al proceso de paz gracias al esfuerzo de la Diplomacia por la Paz de Pastrana, su solicitud de contribuir con $1,5 billones (elevada en julio de 2000 ante 26 países congregados en Madrid) solo encontró acogida en España, Noruega y Japón. Esta reticencia europea a cooperar específicamente con el plan tenía razones de peso que fueron recogidas en una resolución del Parlamento Europeo en febrero de 2001; una estrategia que solo competía a los gobiernos de Colombia y Estados Unidos, había sido concebida sin una consulta amplia a la sociedad civil y en su raíz privilegiaba la lucha contra la producción y el tráfico de drogas por encima de prioridades nacionales como la recuperación social y económica, el fortalecimiento de las instituciones y el desarrollo social. Asimismo porque contenía aspectos militaristas “contrarios a las estrategias de cooperación y proyectos ya comprometidos por la Unión Europea y proclives a escalar el conflicto en la Región”. La Unión Europea en abril de 2001 destinó para Colombia 105 millones de euros de fondos comunitarios y 225 millones de euros provenientes de los países miembros, como respuesta a la solicitud de Pastrana de respaldo y cooperación con “el proceso de paz y la lucha contra la droga”.  El Plan Colombia generó discordias con las guerrillas, que lo consideraban no solo era una agresión contra ellas “sino contra el pueblo colombiano”. Las medidas que tomaron para hacer sentir su rechazo al Plan estadounidense, así como la continuidad en sus ataques contra la fuerza pública, el uso de armas de efectos indiscriminados, las ejecuciones fuera de combate, el reclutamiento forzado, las masacres, los secuestros y asesinatos de funcionarios públicos, entre otros actos cotidianos, terminaron por enrarecer el ambiente del proceso.

### Guerra y diálogos con las FARC-EP y el ELN
El ELN y el Consejo Nacional de Paz (CNP), foro integrado por organizaciones no gubernamentales y representantes de la sociedad civil colombiana, llevaban tres meses dialogando en un convento en las cercanías de Maguncia (Alemania). De esta mesa de sondeo surgió, el 15 de julio de 1998, un acuerdo de principio para convocar antes de octubre una Convención Nacional como conferencia consolidación del proceso. Pero el 22 de julio el ELN rompió su compromiso de tregua y comenzó una campaña de atentados.
La Batalla de Tamborales entre las Fuerzas Militares y las FARC-EP (Riosucio, Chocó) el 14 de agosto de 1998:102 muertos y 21 secuestrados; el 12 de septiembre las FARC-EP, las disidencias del EPL y el ELN tomaron el corregimiento de Las Mercedes en Sardinata y después Cácota (Norte de Santander): 22 secuestrados;el 18 de octubre el ELN dinamitó un oleoducto ocasionando la masacre de Machuca (Antioquia): 80 muertos.

#### Los diálogos de paz con las FARC-EP y recrudecimiento del Conflicto
En octubre el Gobierno arrancó las conversaciones con las FARC-EP. Estas vieron reconocido un estatuto político y el Ejército Nacional comenzó a abandonar una vasta zona selvática en los departamentos de Caquetá y Meta, al sur del país, de 42130km² (extensión ligeramente superior a la de Suiza y que comprendía cinco municipios), satisfaciendo la precondición planteada por Marulanda a Pastrana de levantar un “laboratorio de paz” en esta región dominada por la guerrilla. El 7 de noviembre los militares completaron la evacuación y la llamada Zona de Distensión de San Vicente del Caguán se hizo efectiva. Pero antes de que se terminará de concretar el despeje total del área, las FARC-EP realizan la Toma de Mitú capital de Vaupés: 16 muertos y 61 secuestrados entre ellos el Coronel Luis Mendieta. Las FARC-EP ocuparon Mitú por 72 horas, aprovechando la impotencia del Gobierno para enviar refuerzos, ya que la pista aérea había sido destruida, y esa era la única forma de acceso a la población. Las FF.MM en contraataque: desembarco nocturno de 220 efectivos de fuerzas especiales (a 6 km de la población), seguido por la llegada de 500 soldados, las tropas avanzaron en medio de enfrentamientos hacia la ciudad apoyados por un dispositivo aéreo, tomándola al atardecer del día 3 tras el repliegue de los guerrilleros hacia el Guaviare: 100 muertos. En noviembre en combates en El Retorno (Guaviare) y Calamar (Guaviare): 60 muertos. 

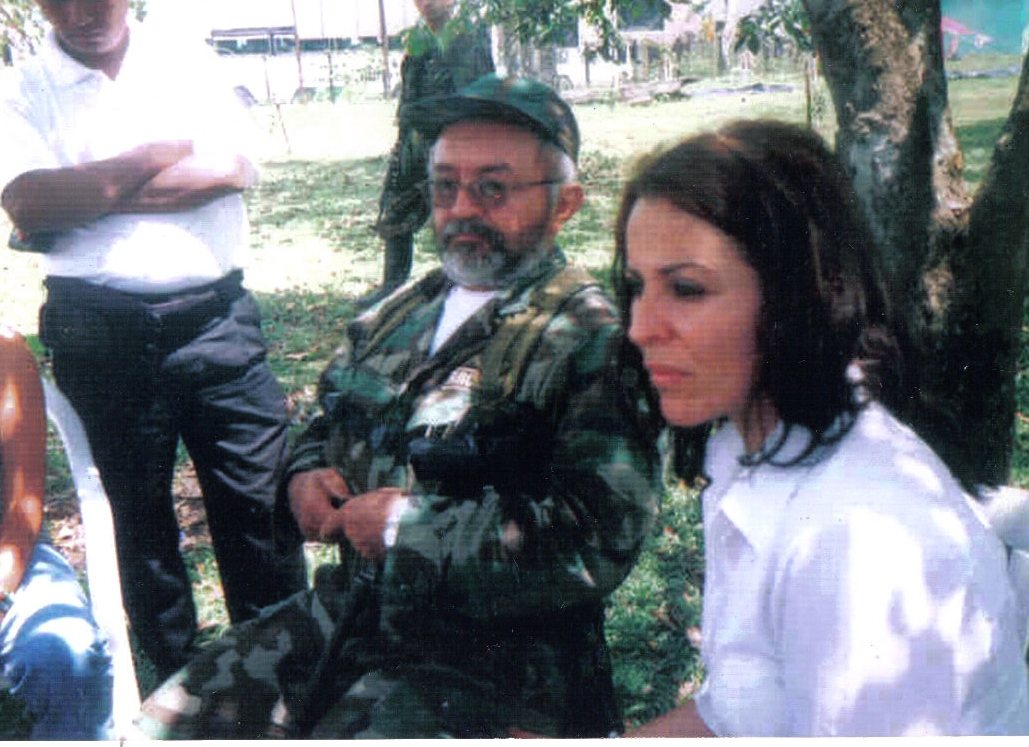
Raúl Reyes Comandante de las FARC-EP y negociador durante los diálogos en la Zona de Distensión.

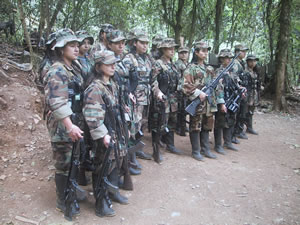
Combatientes de las FARC-EP.

El 7 de enero de 1999 comenzaron las negociaciones de manera oficial, al encuentro inaugural en San Vicente del Caguán, en Caquetá, no compareció Manuel Marulanda, dejando a Pastrana plantado, como señal de advertencia al Gobierno contra la concesión de un estatuto político similar y garantías de amnistía a las organizaciones paramilitares de extrema derecha, unos 7000 hombres agrupados desde abril de 1997 como Autodefensas Unidas de Colombia (AUC) y bajo el mando de Carlos Castaño. El 18 de febrero de 1999 entre los corregimientos del Oasis y La Esmeralda en Arauquita (Arauca):12 muertos en un ataque de las FARC-EP y 50 muertos en combates posteriores con las FF.MM en la Operación Eclipse negro. El 12 de marzo abatido el Comandante Miller Perdomo de las FARC-EP en Cundinamarca; y el 16 de marzo combates en el Cañón de La Llorona (Antioquia) entre las FF.MM y las FARC-EP: 53 muertos. En el Cañón de la Llorona se registraron 300 bajas para el Ejército Nacional entre 1995 y 2015. El 12 de abril, emboscada de las FARC-EP en el Río Tasido, en Urabá (Antioquia):19 muertos. En mayo las operaciones Némesis y Llanura contra las FARC-EP, reportaban 28 muertos. El 2 de mayo de 1999 Pastrana y Manuel Marulanda celebraron una conferencia por sorpresa y desbloquearon la situación empantanada desde el 25 de enero y el 6 de mayo se reanudó el proceso de paz una agenda de 12 puntos que serviría de guía para la Mesa Nacional de Negociación prevista para el 20 de julio siguiente. Entre sus puntos relevantes las conversaciones incluían la reforma a los sistemas político y judicial, al modelo de desarrollo y la estructura agraria así como cuestiones relativas al Derecho Internacional Humanitario, las relaciones internacionales, el narcotráfico, el medio ambiente y el fenómeno paramilitar.. El 26 de mayo de 1999 renuncia el ministro de defensa Rodrigo Lloreda y 17 generales y coroneles del Ejército Nacional en protesta por la zona de distensión. El 22 de junio se presentó la Batalla del Nudo de Paramillo (Córdoba) entre las FARC-EP con el ELN contra las AUC y el Ejército Nacional:79 muertos, con victoria inicial de las guerrillas y contra⁠ofensiva del Ejército Nacional. El 8 de julio, la Batalla de Gutiérrez (Cundinamarca) entre las FARC-EP y el Ejército Nacional:74 muertos. El 10 de julio, las FARC-EP realizan la Toma de Puerto Rico (Meta) y simultáneamente atacaron Puerto Lleras (Meta). En combates en 22 puntos del país como El Doncello y Valparaíso (Caquetá), Hato Corozal (Casanare), Puerto Rondón y Arauquita (Arauca), Campamento y San Carlos (Antioquia); Labateca y Toledo (Norte de Santander), San José del Guaviare;El Líbano, entre Paujil y Montañita (Caquetá); Mesitas del Colegio, Boquerón y Tibacuy (Cundinamarca); Algeciras (Huila); y Santana y Puerto Caicedo (Putumayo); se registraron: 223 muertos. En julio durante la Operación Independencia de las FF.MM contra las FARC-EP en el Meta:200 muertos Todo esto previo a la reunión en la Zona de distensión el 20 de julio. El 30 de julio, Elda Neyis Mosquera  'Negra Karina’ de las FARC-EP, lideró la toma de Nariño (Antioquia):16 muertos y 70% del pueblo destruido. El mismo día, milicianos de las FARC-EP, atentado al Gaula del Ejército Nacional en Medellín:9 muertos. El 1 de septiembre en la Operación Hato Corozal (Casanare):50 muertos. El 15 de septiembre fue asesinado Jesús Antonio Bejarano ex consejero presidencial de paz por las FARC-EP en la Universidad Nacional (crimen reconocido en 2020). Las negociaciones con las FARC-EP, fueron recuperadas el 24 de octubre de 1999 con la mesa de diálogos en La Uribe (Meta), volvieron a colapsar en mayo de 2000 a raíz del anuncio de las FARC-EP de la creación de la Ley 002 un impuesto revolucionario a los particulares con un patrimonio superior al millón de dólares. 

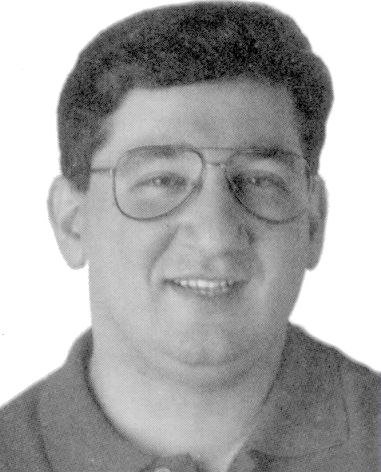
Diego Turbay Cote congresista asesinado por las FARC-EP en el 2000.

Entre el 15 y 16 de enero de 2000, el Ejército Nacional neutralizó un ataque de las FARC-EP en la vía Bogotá-Villavicencio: 44 muertos. El 28 de enero fue abatido Hugo Alberto Carvajal 'El Nene' comandante de las disidencias del EPL culpable de más de 100 secuestros (entre esos el del congresista Gerardo Tamayo Tamayo; el alcalde de Cáchira (Norte de Santander), Rafael Pabón; los hijos del exsenador Norberto Morales Ballesteros;y del cantautor Jorge Velosa) y secuestros masivos en el nororiente del país. Se enfrentó con las FARC-EP en Barrancabermeja. Entre el 25 y el 26 de marzo las FARC-EP atacaron Bellavista (Chocó) y Vigía del Fuerte (Antioquia):29 muertos. El 29 de abril del 2000 se anuncia la creación del Movimiento Bolivariano por la Nueva Colombia en San Vicente del Caguán (Caquetá), un movimiento político clandestino de las FARC-EP, bajo la dirección de Alfonso Cano y que sería activo en las universidades del país. El 7 de mayo asalto del Ejército Nacional a campamento de las FARC-EP en el Cañón de la Llorona, Mutatá (Antioquia):39 muertos. Para julio, la Operación bolivariana de la FUDRA en Labranzagrande (Boyacá) contra las FARC-EP y el ELN. El 14 de julio, Toma de Roncesvalles (Tolima) por las FARC-EP: 13 muertos; el 24 de julio, emboscada en La Cruz (Nariño): 9 muertos; el 29 de julio dirigida por la ‘Negra Karina’ de las FARC-EP toma de Arboleda, municipio de Pensilvania (Caldas): 16 muertos. Fue secuestrado el congresista Oscar Tulio Lizcano el 5 de agosto. Para septiembre el Ataque al Cerro Montezuma (Risaralda) por las FARC-EP:40 muertos y un avión AC-47 'Avión Fantasma' accidentado;la Operación Aniquilador II del Ejército Nacional en el Sumapaz: 20 muertos; las FARC-EP impusieron un paro armado y en combates con las AUC en Putumayo, asesinado el alcalde de Orito (Putumayo) Carlos Julio Rosas. y el 16 de septiembre las FARC-EP ataque a Dabeiba (Antioquia):19 muertos. El 18 de octubre se presentó la Batalla de Dabeiba entre la Fuerza Pública que rechazó un ataque de las FARC-EP: entre 60 y 80 muertos. El 3 de noviembre, las AUC Masacre de Granada (Antioquia):19 muertos; el 6 de diciembre las FARC-EP atentado en la misma población: 20 muertos. Entre el 17 y el 18 de noviembre las FARC-EP trataron de tomar Puerto Inírida (Guainía), fracasan ante la reacción de la Infantería de Marina y la reacción de la Fuerza Aérea:120 muertos. También se registraron combates entre las FARC-EP y el Ejército Nacional en Huila y Tolima. Entre el 26 de noviembre hasta el 20 de diciembre la Operación Berlín del Ejército Nacional contra las FARC-EP en el Páramo Berlín de Surata (Santander): 66 muertos. El 4 de diciembre fue secuestrado el exministro Fernando Araújo. El 11 de diciembre las FARC-EP toma de Juradó (Chocó) al puesto de la Policía Nacional y base de la Armada Nacional:67 muertos. Ese día 69 secuestrados entregados al párroco Bernardo Niño. Tres quedaron en poder de sus captores. El 29 de diciembre, las FARC-EP cerca a Florencia (Caquetá) el parlamentario Diego Turbay Cote y 5 muertos.
En febrero de 2001, la Operación Gato Negro de las FF.MM. contras las FARC-EP en Barrancominas (Guainía) el narcotráfico y la guerra afectaron a las comunidades indígenas, en la misma operación fue capturado el 21 de abril, el narcotraficante brasileño Luiz Fernando da Costa ‘Fernadinho Beira Mar’, protegido de Tomás Medina Caracas 'Negro Acacio' En febrero las FARC-EP atacaron una base de las AUC en Ituango (Antioquia): 33 muertos. El 10 de marzo, la Toma del Cerro Tokio en Dagua (Valle del Cauca),por las FARC-EP dirigida por Milton Sierra Gómez 'JJ':19 muertos. El 18 de marzo la Toma de Satinga en Olaya Herrera (Nariño). En abril en combates entre las FARC-EP y las AUC y el Ejército Nacional en Córdoba: 70 muertos. Entre el 22 y el 24 de mayo las FARC-EP ejecutan la masacre de Río Manso en Tierralta (Córdoba):33 muertos. El 19 de junio toma de Arbelaez (Cundinamarca). El 22 de junio, ataque a la base de Coreguaje (Putumayo) por las FARC-EP dirigidos por Fabián Ramírez: 39 muertos. Para junio de 2001 fueron liberados 359 soldados y policías secuestrados por las FARC-EP y 14 guerrilleros de las FARC-EP dejando otros 50 oficiales y suboficiales esperando el intercambio humanitario por guerrilleros presos. En agosto combates en Puerto Libertador (Córdoba):73 muertos, Tame (Arauca), Caquetá: 15 muertos y Tolima la Operación 7 de agosto del Ejército Nacional contra las FARC-EP: abatido 'Urias Cuéllar' y 80 muertos. En diciembre combates entre FARC-EP y AUC en Tarazá (Antioquia): 44 muertos. Fueron secuestrados por las FARC-EP el senador Luis Eladio Pérez (10 de junio), el gobernador del Meta Alan Jara (15 de julio), Gloria Polanco y sus 2 hijos (en el asalto al edificio Miraflores de Neiva el 26 de julio), los congresistas Orlando Beltrán (28 de agosto), Consuelo González (10 de septiembre) y 24 de septiembre la ministra de cultura Consuelo Araújo, muerta en un intento de rescate. El 2 de septiembre las FARC-EP realizan la toma de San Adolfo, en Acevedo (Huila) usando gases tóxicos: 4 muertos.

#### Fin del proceso de paz con las FARC-EP
El 9 de enero de 2002, el presidente Andrés Pastrana declaró suspendido el proceso de paz con las FARC-EP y el día 12, previo rechazo de su demanda de que terminaran las medidas de control de su territorio mediante sobrevuelos, retenes militares en el perímetro exterior y restricciones a las visitas de extranjeros, les lanzó un ultimátum de 48 horas para que aclararan sus propuestas de cese de hostilidades antes de ordenar al Ejército Nacional la retoma de la zona de distensión. El 14 de enero el proceso de paz se libró del colapso al suscribir ambas partes un documento propiciado por la ONU y los países facilitadores en el que se declaraba que existían garantías para seguir negociando. Las FARC-EP continuaron los ataques: el 18 de enero:5 muertos y un helicóptero destruido; el 19, una doble emboscada al Ejército Nacional en los Farallones de Cali:15 muertos; el 25 de enero atentado en Bogotá:6 muertos; el 29 de enero atentado con casa bomba en El Dorado (Meta):29 muertos; y el 11 de febrero, ataque en Pitalito (Huila): 10 muertos. El 20 de febrero las FARC-EP secuestraron al senador Jorge Gechem Turbay, haciendo aterrizar el avión que lo transportaba en una carretera del Huila. Su retención justificó el fin de los diálogos de paz por Pastrana.

“...por eso he tomado la determinación de no continuar el Proceso de paz con las FARC...Manuel Marulanda, yo le di mi palabra y la cumplí, siempre la cumplí, pero usted me ha asaltado en mi buena fe y no solo a mi sino a todo el pueblo colombiano...Decretamos una zona para sostener las negociaciones, cumplimos con la promesa de despejarla de las Fuerzas Armadas y ud. la ha convertido en una guarida de secuestradores, en un laboratorio de drogas ilícitas, en un depósito de armas, dinamita y carros robados...He decidido poner fin a la zona de distensión a partir de la 00:00 AM (mirando su reloj) de hoy...”
Andrés Pastrana. Alocución Presidencial febrero 20 de 2002

A pesar de los esfuerzos de los países amigos del proceso de paz y de los oficios del asesor especial del Secretario General de Naciones Unidas, James Lemoyne, en pro de una reactivación de los entendimientos, el gobierno se mantuvo y ordenó a las Fuerzas Militares proceder a la recuperación de la zona de distensión, por medio de la Operación TH. Las Fuerzas Militares tomaron la Zona de Distensión el 21 de febrero recuperándola en menos de 24 horas:100 insurgentes muertos, rendidos o capturados, mientras el grueso de sus fuerzas se replegaron a las áreas selváticas contiguas. Fueron secuestradas Ingrid Betancur y su fórmula vicepresidencial Clara Rojas, el 23 de febrero en la recién tomada Zona de Distensión. Las FARC-EP, toman como objetivo las autoridades locales: matan a 12 alcaldes y 60 concejales, obligan a más de 300 a despachar desde otros municipios y amenazan de muerte a 6000 de 12000 funcionarios públicos. El 16 de marzo asesinado el arzobispo de Cali, Isaías Duarte Cancino. El 7 de abril atentado en Villavicencio:10 muertos. El 11 de abril secuestro de los 12 diputados del Valle del Cauca; el 21 de abril, el Gobernador de Antioquia Guillermo Gaviria y su asesor Gilberto Echeverri, son secuestrados en una marcha por la paz. El 2 de mayo, en medio de combates con las AUC en Chocó, las FARC-EP, lanzan un cilindro que cae en una iglesia donde se refugiaban civiles y perpetran la Masacre de Bojayá:79 muertos. El 14 de mayo, en Campamento (Antioquia) combates entre las FARC-EP y las AUC y el Ejército Nacional: entre 80 muertos.
Los atentados contra Estados Unidos perpetrados el 11 de septiembre de 2001 por la red Al Qaeda, opacaron la guerra contra las drogas y la activaron contra el terrorismo. Gracias a la presión del Presidente George W. Bush, el Congreso de su país autorizó en julio de 2002, la extensión de los recursos del Plan Colombia a la lucha contra los grupos armados ilegales como parte de “una campaña unificada contra el tráfico de narcóticos y las organizaciones designadas como terroristas” (FARC-EP, ELN, AUC). Además, la designación de las FARC-EP como el grupo terrorista más peligroso del hemisferio y la presunción estadounidense de sus vínculos con la ETA, el IRA y Al Qaeda,  la Unión Europea incluye a las FARC-EP y a las AUC en su lista de organizaciones terroristas. El 14 de octubre del 2002, el ELN publicó un comunicado donde señala su participación en una serie de enfrentamientos los municipios de San Antonio del Chamí, El Cañón y Santa Cecilia, en el departamento de Risaralda, además de anunciar que organizaciones como el Ejército Revolucionario Guevarista (ERG), el Frente Aurelio Rodríguez de las FARC-EP participan en los combates. En el comunicado no señalan las bajas de ambos lados, pero si anuncian un paro armado en la vía Pereira-Quibdó.

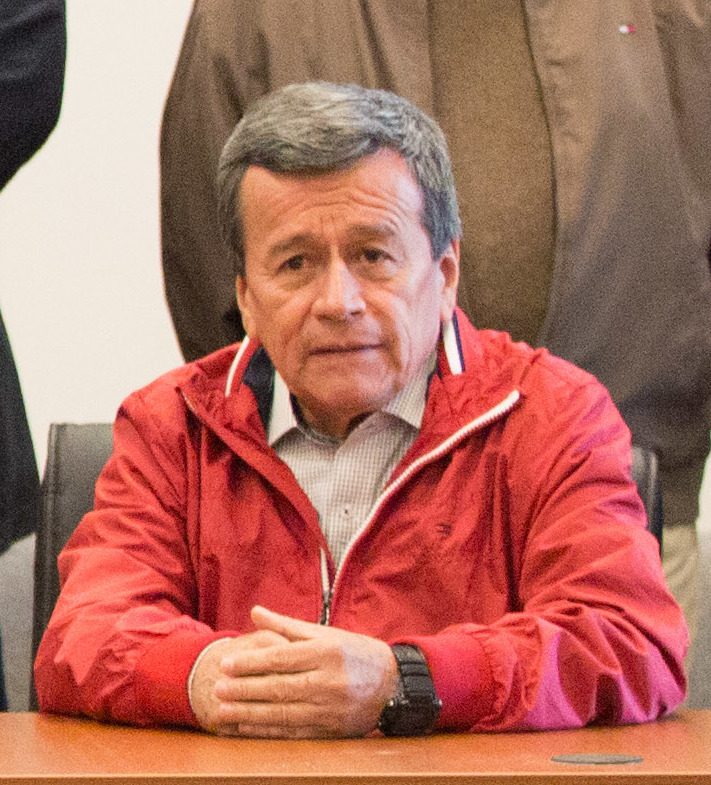
Pablo Beltrán, comandante y jefe negociador del ELN.

#### Diálogos y guerra con el ELN
El ELN por su parte, fue el responsable de secuestros masivos: el 12 de abril de 1999, el Vuelo 9463 de Avianca, que fue obligado a aterrizar en Santander: 46 secuestrados y el 30 de mayo, a las afueras de Cali el Secuestro en la Iglesia La María: 180 secuestrados y el Secuestro de la ciénaga de El Torno (Atlántico): 9 secuestrados el 6 de junio. El 24 de julio de 2000, tras dos años de estériles encuentros, representantes del ELN y el Comité Nacional de Paz se reunieron en Ginebra (Suiza) para explorar si se podía alcanzar un consenso básico sobre el calendario de conversaciones, que incluyera un alto al fuego firme y la convocatoria de la Convención Nacional (entendida como un foro de discusión de propuestas abierto a todos los sectores sociales). Sin embargo, el ELN reiteró la exigencia de que se crearán “zonas de convivencia” (áreas desmilitarizadas) en el Sur de Bolívar y nordeste de Antioquia, a pesar de que la población local se había movilizado en contra de esa posibilidad. El ELN le atribuyó a la estrategia paramilitar la movilización ciudadana que impidió el despeje para instalar la Mesa de Negociaciones y llevar a cabo la Convención Nacional acordada con el presidente en 1999. El ELN realizó el Secuestro en el kilómetro 18 de la vía Cali-Buenaventura el 18 de septiembre del 2000: 66 secuestrados. En diciembre de 2000 el ELN liberó 42 secuestrados para destrabar las negociaciones. El ELN rompe los diálogos en abril de 2001, por la “falta de voluntad del Gobierno para luchar contra los paramilitares” y la negativa a concederle una zona desmilitarizada. El ELN perpetró la Masacre de La Gabarra de 2001: 10 muertos. La expansión de las FARC-EP y de las AUC le arrebataron importantes territorios al ELN en el Magdalena Medio, Antioquia y la costa Caribe; además de una guerra de varios frentes de guerra del ELN con frentes de las FARC-EP, desde finales de 1999, en el oriente antioqueño. En marzo de 2000, los combates se extendieron a la Serranía del Perijá, posteriormente los enfrentamientos se presentaron en Arauca, Nariño y el Sur del país, dejando centenares de muertos y en algunos casos la guerra se extendería por más de una década.

### Expansión de las AUC
A partir de 1995, y de 1997 con la creación de las AUC los paramilitares ya no limitan su acción a golpear las redes de apoyo de la guerrilla, lanzan una campaña de “limpieza y ocupación” en distintos territorios y organizados en Bloques (como las ACCU de Carlos y Vicente Castaño, el Bloque Central Bolívar con 'Macaco' y Ernesto Báez, el Bloque Calima de Ever Veloza 'HH',el Bloque Centauros con Miguel Arroyave, el Bloque Metro de ' Doble Cero', el Bloque Cacique Nutibara de Diego Fernando Murillo 'Don Berna', Bloque Libertadores del Sur con Guillermo Pérez Alzate 'Pablo Sevillano',  Bloque Montes de María con Rodrigo Mercado Pelufo, 'Cadena', el Bloque Catatumbo con Salvatore Mancuso etc.) liderados por Carlos Castaño como vocero por medio de masacres, torturas, desaparición forzada, asesinatos selectivos y desplazamiento forzado en las áreas disputadas con la guerrilla. Siguiendo esta estrategia primero tomaron el Urabá y Córdoba, luego avanzan sobre el Magdalena Medio y resto de Antioquia, entraron a la Costa Caribe, Norte de Santander, Chocó, Valle del Cauca, Nariño, Putumayo y los llanos Orientales en estas regiones se enfrentaron al ELN, las FARC-EP y las disidencias del EPL. Para obligar al Gobierno a sentarse con ellos en una mesa de negociaciones y obtener beneficios políticos como las guerrillas. Se presentaron continuos enfrentamientos entre Bloques de la misma organización (guerra entre los Bloque Metro de ‘Doble cero’ y el Bloque Cacique Nutibara de 'Don Berna'), no impidieron su fortalecimiento con el narcotráfico, que llegó a representar un 70% del financiamiento de las AUC. Progresivamente los narcos afianzaron su poder en las estructuras paramilitares, adquiriendo franquicias enteras de hombres. Además numerosas figuras regionales de la política y la economía se involucraron en nombre de la lucha contra insurgente en las Autodefensas, brindándoles cobertura legal y recursos financieros. Los paramilitares contaron con la complacencia (abierta en unos casos) de la Fuerza Pública: unidades policiales y militares. Pero no solo hallaron apoyo en las FF.MM. sino también en líderes políticos regionales y nacionales, varias agremiaciones, renglones de la economía legal y empresas exportadoras. En 2002 declaran que un 35% del congreso había salido elegido con su respaldo. 

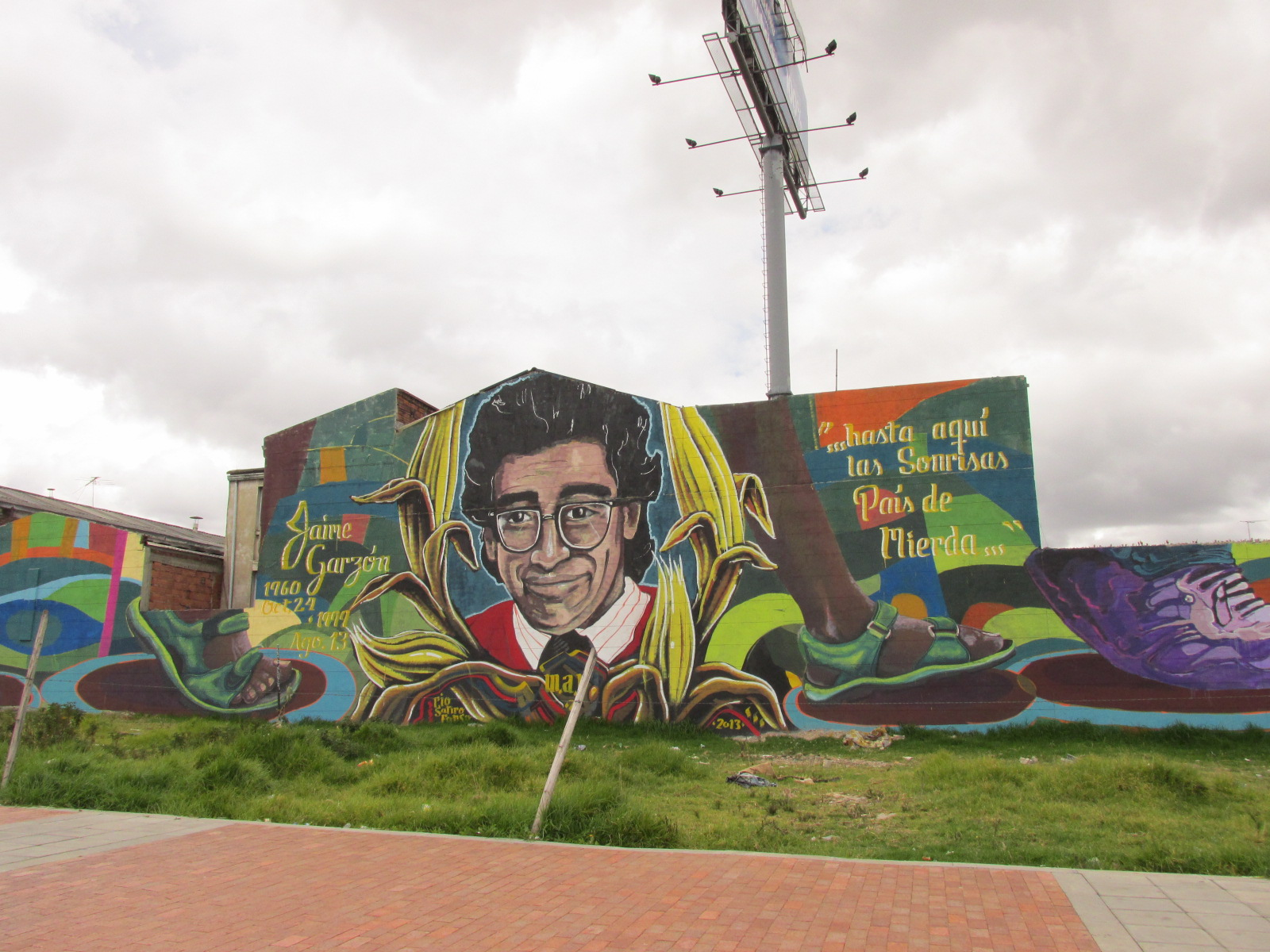
Mural de Jaime Garzón asesinado en 1999.

En abril de 1998 fue asesinado el abogado Eduardo Umaña Mendoza ( delito de lesa Humanidad);y en mayo de 1998, los paramilitares realizan la masacre de Barrancabermeja(Santander):32 muertos, las masacres continuaron en esta población. Desde noviembre de 1998 contraofensiva del ELN y las FARC-EP en el sur de Bolívar y en Urabá: más de 200 muertos. El 28 de diciembre las FARC-EP atacaron el campamento de Carlos Castaño comandante de las AUC, en la vereda El Diamante de Tierralta (Córdoba):32 muertos. En una tenaza, con Salvatore Mancuso por Córdoba y la derecha con Rodrigo Tovar Pupo 'Jorge 40' a través del Cesar, atrapan a los 7 departamentos de la costa Caribe. El 9 de enero de 1999 las AUC ejecutaron la masacre de El Tigre (Putumayo): 42 muertos y la masacre en Playón de Orozco en El Piñón (Magdalena): 28 muertos. El 13 de agosto fue asesinado el humorista Jaime Garzón en agosto de 1999 (delito de lesa humanidad en 2016).  El 21 de agosto las AUC ejecutaron la Masacre de La Gabarra (Norte de Santander):33-45 muertos; Entre el 16 y el 22 de febrero del 2000 la Masacre de El Salado (Bolívar):Más de 100 muertos; el 14 de octubre la masacre de Macayepo (Bolívar): 15 muertos; el 22 de noviembre Masacre en la Ciénaga Grande de Santa Marta (Magdalena):50 muertos; El 17 de enero de 2001 la masacre de Chengue en Ovejas (Sucre):27 muertos; en abril entre Cauca y Valle del Cauca la masacre del Alto Naya:40 muertos. El 1 de diciembre de 2001, las Autodefensas Campesinas de Casanare (ACC) ejecutan la Masacre del Páramo de La Sarna (Boyacá): 15 muertos. Las AUC están acusadas de 4.000 masacres y 260.000 muertos, según el Observatorio de Memoria del Conflicto. Las autoridades han hallado fosas comunes donde estarían miles de personas asesinadas por este grupo, incluidos niños. La ubicación de muchas de estas fosas aún no se conoce públicamente. Varios jefes paramilitares sometidos al proceso de desmovilización han revelado la ubicación de algunas de ellas. Según informes de prensa, a finales de los años 1990 este grupo incrementó el número de masacres llegando al punto de cometer 1 masacre cada 2 días entre los años 1999 y 2000, tiempo en el que perpetraron más de 200 masacres por año en el periodo 1997-2006.
El 7 de agosto de 2002 se posesionó Álvaro Uribe y las FARC-EP atacaron con morteros la Casa de Nariño:23muertos en barrios aledaños de Bogotá y la confrontación queda más abierta que nunca.
| Predecesor: Conflicto armado interno de Colombia entre 1974-1990 | Conflicto armado interno de Colombia entre 1990 y 2002 1990-2002 | Sucesor: Conflicto armado interno de Colombia entre 2002-2010 |